# Duc
Cet article concerne le titre de noblesse. Pour les autres significations, voir Duc (homonymie).
Pour les articles homonymes, voir Duchesse (homonymie).

Représentation héraldique de la couronne de duc de France.

Représentation héraldique de la couronne de duc et pair de France

Un duc, du latin dux, ducis signifiant « meneur, chef », est le titulaire d'un titre de haute noblesse attribué par plusieurs monarchies européennes depuis le Moyen Âge. À l'origine, c'était une charge militaire puis politique et militaire associée au commandement dans une région frontalière de l'Empire romain.

## Empire romain
L'origine de ce titre remonte à l'Empire romain. Ce n’est qu’à partir du IIIe siècle que le titre de dux devint officiellement un rang précis dans la hiérarchie romaine, le mot ayant eu auparavant le sens de guide ou de chef militaire. Les réformes militaires de Dioclétien et Constantin affectèrent alors la défense des frontières à des limitanei ou des populations alliées sous forme de foedus commandées par des duces. Cependant, leurs responsabilités pouvaient dépasser le territoire d’une seule province et se révéler parfois assez étendues. 
Avant de devenir un titre de noblesse, la qualité de dux est un grade militaire de l'armée romaine du Bas-Empire correspondant au commandement de région frontalières ; on trouve ainsi au IVe siècle en Gaule :
- le dux provinciae Sequanici : « duc de la province séquanaise » (autour de Besançon) ;
- le dux tractus Armoricani : « duc du territoire armoricain » pour les côtes du nord de la Gaule ;
- le dux Belgicae Secundae : « duc de Belgique Seconde » ;
- le dux Germaniae Primae : « duc de Germanie Première » ;
- le dux Mogontiacensis : « duc de Mayence ».

Quand l’administration civile et l’administration militaire furent séparées aux IVe et Ve siècles, le dux, responsable de la défense des provinces frontalières, gagna en importance, ajoutant au sein d’un territoire fort étendu des compétences civiles et juridiques à ses tâches militaires. Le titre de dux (duc) devint alors plus important que celui de comes (comte), d'autant que c’est à la même époque qu’apparaît le comes civitatis, qui lui aussi réunit des compétences militaires et juridico-administratives, mais sur un plan plus local. 
Les duces étaient alors chefs de l'administration et de la justice aussi bien que du commandement militaire dans les provinces qui leur étaient confiées. Ils étaient, ainsi que les comes (comtes), subordonnés au magister militum (chef de la milice). On comptait 13 duces dans l'Empire romain d'Occident, et 12 dans celui d'Orient. L'invasion des Barbares permit à la plupart des duces de se rendre indépendants dans leurs gouvernements, comme les doges de Venise ou le dux Syagrius, qui devint le chef du royaume de Soissons. 
Des chefs barbares reçurent aussi ce titre des autorités romaines, et se le transmirent après la dissolution de l'Empire en Occident. Tels furent les duchés des Bavarois et des Alamans.

## Moyen Âge
À l'époque franque, sont constitués de grands commandements qualifiés de duchés. À partir des VIe et VIIe siècles, le duc est le maître de toute une région, sinon d’un peuple et joue un rôle capital dans la structuration du royaume franc. 
Le duc est assimilable à une sorte de gouverneur général. Il exerce, au nom du souverain, des pouvoirs de nature militaire et judiciaire sur un ensemble de comtés. Ainsi, le « duché du Mans » (Ducatus Cenomannicus ou Cenomannensis) couvre 12 comtés situés entre la Seine et la Loire. Le nombre des ducs à l'époque mérovingienne a pu être assez élevé ; pour la seule armée qui en 590 marche contre les Lombards, Grégoire de Tours parle de vingt duces et l’exercitus Burgundionum lancé par Dagobert Ier contre les Gascons en compte dix, dont les noms et nationalités sont connus.
- Dans le Royaume des Francs, dès le VIe siècle, Eudes, duc d'Aquitaine, transmit, le premier, son duché à ses descendants. À l'époque carolingienne (VIIIe – IXe siècles),  des duchés dits « nationaux » sont constitués : Bavière, Bourgogne, Souabe, Saxe, Franconie. Au Xe siècle, sous les derniers Carolingiens, tous les ducs érigèrent en principautés héréditaires les gouvernements qui leur étaient confiés. Au Moyen Âge, les duchés sont les plus grandes principautés après les royaumes.
- En Italie, les premiers duchés datent de l'époque lombarde et correspondent aux comtés carolingiens. Les deux plus grands, ceux de Spolète et de Bénévent, ne furent pas conquis par Charlemagne et survécurent jusqu'à la conquête normande.
- Dans l'empire byzantin, le titre de duc est réactivé dans la seconde moitié du Xe siècle pour désigner les commandants militaires de grandes régions, parfois appelées duchés (doukaton).
- En Europe centrale et orientale de la même époque, le duc est appelé voïvode, mot d'origine slave bâti sur la même racine vod- (conduire). Le voïvode est à l'origine un chef militaire, qui assoit son autorité sur un voïvodat.

## France

### Duchés médiévaux

#### Circonscriptions administratives
Dans la continuité de l'administration de l'Empire romain, les différents royaumes germaniques mirent en place des circonscriptions de commandement confiées à des représentants de l'aristocratie, nommés et révoqués par le souverain. Ces ducs avaient souvent autorité sur plusieurs comtés. Les commandements des régions frontalières prenaient le nom de « marche » ou « marquisat ». La géographie précise de ces circonscriptions est difficile à établir, d'autant plus que leurs contours étaient très fluctuants. Nombre de ces commandements, devenus héréditaires, évoluèrent en principautés territoriales de type féodal.

#### Titres féodaux
À la fin du Moyen Âge et à l'époque moderne, le duché et la pairie seront attribués à des ensembles féodaux moins importants, principalement d’anciens comtés. Les titulaires sont le plus souvent des princes de la famille royale, sous la règle de l'apanage qui veut que l'extinction de la descendance mâle du premier titulaire entraîne le rattachement au domaine royal du duché.
C'est notamment le cas du duché d'Anjou ou de celui d'Orléans.

### Duchés modernes
Sous les Capétiens la puissance territoriale des ducs diminua à mesure que grandit le pouvoir royal, et le titre de duc finit par n'être plus qu'une dignité. 
Le système des duchés de l’Ancien Régime est beaucoup plus complexe que celui de l’époque médiévale. La différence fondamentale est que les nouveaux duchés sont généralement beaucoup moins importants que les duchés médiévaux – ils ne constituent pas de vraies principautés. De plus le statut ducal n’est pas attaché de manière définitive aux fiefs érigés en duchés. Les lettres patentes de création contiennent des clauses de succession qui règlent le devenir des duchés. Dans la plupart des cas, la règle choisie est celle de la succession par les mâles : à l’extinction de la descendance masculine du bénéficiaire de l’érection en duché, le duché revient à son « état antérieur » – seigneurie, comté ou autre.
On distinguait les ducs et pairs, qui siégeaient au parlement ; les ducs héréditaires, et les ducs à brevet, dont le titre n'était pas transmissible. 
En outre les nouveaux duchés sont hiérarchisés : 
1. les duchés-pairies de France : ils donnent à leur titulaire les privilèges des pairs de France, dont le droit de séance au parlement de Paris. Les lettres patentes de création de ces duchés-pairies doivent être enregistrées au Parlement. Si cette formalité n'est pas accomplie, le duché n’est pas héréditaire. Les ducs et pairs avaient comme possibilité de démissionner de leur pairie en faveur d’un de leurs héritiers qui recevait alors un autre titre ducal, le pair démissionnaire gardant le sien. Ainsi, nombre de titres ducaux sont « dédoublés » entre le père et le fils.
2. les duchés non pairies : le titre ducal est héréditaire selon les lettres patentes d’érection, mais le titulaire n’est pas pair et ne peut donc siéger au Parlement. Comme les duchés-pairies, les duchés « simples » devaient être enregistrés au Parlement (Chevreuse, Broglie, Polignac...),
3. les ducs à brevet d'honneur : il ne s’agit pas à proprement parler de duchés, mais de titres ducaux accordés par le souverain à des individus – et non à des fiefs. Ce titre n'est pas héréditaire, il n’y a donc pas à l’enregistrer au Parlement. Les ducs à brevet d’honneur jouissent de tous les privilèges des ducs non pairs. Les brevets d’honneur ont principalement été utilisés au XVIIIe siècle.

Une ordonnance de Charles IX établit que les duchés héréditaires seraient réversibles à la couronne à défaut des mâles. 
Tous les ducs portaient le titre de « cousins du roi », partagé avec les grands officiers de la couronne. Leurs femmes avaient le droit de s’asseoir en présence de la reine – ce que l’on nomme le « tabouret de duchesse ». Les grands d’Espagne jouissent en France des privilèges des ducs. Un certain nombre de nobles, grands d‘Espagne sans être ducs, avaient donc à la cour un rang équivalent à celui des ducs.
Certains duchés ont changé de nom pendant leur histoire : le duché de Thouars est, par exemple, souvent dénommé duché de la Trémoïlle. De plus il n’était pas rare que certains fiefs soient érigés en duchés sous un autre nom. Ainsi le duché de Montmorency fut re-érigé en  sous le nom d’Enghien, qui resta attaché à un lac de la région de Montmorency, lac qui donna son nom à la ville d’Enghien-les-Bains.
Le titre de duc, aboli à la Révolution française, fut ensuite rétabli. Plusieurs ducs furent créés sous le Premier Empire et sous les gouvernements qui suivirent. Sous l'ancien régime, on désigna, à partir du XVIe siècle, sous le titre de Monsieur le Duc, le fils aîné du prince de Condé. On connaît particulièrement dans l'histoire sous ce nom le duc Henri de Bourbon, qui fut ministre en 1723.

### XIXesiècle
Comme les privilèges, les titres nobiliaires seront abolis à la Révolution, puis rétablis du Premier Empire au Second Empire.
Le Premier Empire crée de nouveaux titres ducaux, principalement pour les membres de la famille impériale, pour les titulaires de grandes charges et pour certains chefs militaires. La Restauration, la monarchie de Juillet puis le Second Empire en confère à des personnalités politiques ou militaires. 
Depuis la Troisième République, les titres de duc sont seulement maintenus en France, ils ne sont plus créés.

### Comtat Venaissin
Les papes, comme souverains du Comtat Venaissin, créèrent dans cette province sept duchés. 
- Caderousse : duché créé en 1663 pour Joseph-François d'Ancezune (1645-1730), passé en 1767 dans la maison de Gramont et reconnu comme duc en France en 1827. Titre éteint en 1865 avec le 9e duc Emmanuel-Ludovic de Gramont (1835-1865).
- Gadagne : duché créé en 1669 pour Charles-Félix de Galléan (1617-1701) et reconnu comme duc en France en 1861. Ce dernier titre éteint en 1925 avec le 5e duc Louis-Henri de Galléan (1837-1925).
- Crillon : duché créé en 1725 pour François-Félix Berton des Balbes (1684-1748) et reconnu comme duc en France en 1817. Titre éteint en 1870 avec le 5e duc Gérard-Louis Berton des Balbes (1783-1870).
- Les Isnards : duché créé en 1737 pour Esprit-Toussaint des Isnards (1693-1776). Titre éteint en 1776 avec le 1er duc car sa descendance ne reprit pas le titre.
- Galléan-des-Issarts : duché créé en 1757 pour Charles-Hyacinthe-Antoine de Galléan (1737-1763). Éteint avec le premier duc.
- Montpezat : duché créé en 1758 pour Jean-Joseph de Trémolet (1715-1785). Éteint avec le premier duc.
- Fortia : duché créé en 1775 pour Toussaint-Alphonse de Fortia (1714-1801). Titre éteint en 1826 avec le 2e duc Alphonse-Toussaint de Fortia (1758-1826).
- Caumont : duché créé en 1789 pour Philippe-Claude de Seytres (1753-1811). Titre éteint en 1870 avec la 4e duchesse Pauline de Seytres (1812-1870).

### Duché souverain de Savoie
Longtemps, du Moyen Âge à 1860, la Savoie fut un État souverain (duché de Savoie créé en 1416 par le Saint-Empire romain germanique, le titre de duc était le plus haut titre dans la hiérarchie nobiliaire germanique), sur lequel régnait sa propre dynastie : les comtes, puis les ducs et les rois de la maison de Savoie. Les princes souverains de Savoie créèrent dans l'étendue du duché de Savoie, trois duchés particuliers pour des princes cadets de leur dynastie.
- Genevois : duché créé en 1564 pour le prince Jacques de Savoie (1531-1585). Titre éteint en 1796 avec le 7e duc, le prince Charles-Félix (1765-1831), futur duc souverain de Savoie et roi de Sardaigne.
- Chablais : duché créé en 1763 pour le prince Benoît-Maurice de Savoie (1741-1808). Titre éteint en 1854 avec le 2e duc, le prince Charles-Albert de Savoie (1851-1854).
- Aoste : duché rétabli le 12 juillet 1845 pour prince Amédée de Savoie (1845-1890), futur roi Amédée Ier d'Espagne. Porté depuis 2021 par le 7e duc Amedée IV de Savoie-Aoste, né en 2011.

## Royaume-Uni

Représentation de la couronne de duc (au Royaume-Uni) en héraldique.

Le titre de duc est le plus élevé de la hiérarchie nobiliaire britannique. Les Britanniques font toutefois la différence entre le duché (duchy), correspondant à un territoire féodal, et la dignité ducale (dukedom). S'il n'existe aujourd'hui que deux duchés, celui de Cornouailles (Cornwall) et celui de Lancastre, tous deux sous le contrôle de la couronne, il existe vingt-sept titres de duc dans les différentes pairies britanniques. Les ducs ont droit aux prédicats de Grâce et de Très-Noble, leur fils aîné au titre « de courtoisie » (le deuxième titre de leur père), et leurs autres fils à celui de lord.

### Pairie d'Angleterre
- Duc de Cornouailles créé en 1337 pour l'héritier du Trône d'Angleterre. Titre porté actuellement par le 22e duc, le prince William de Grande-Bretagne, né en 1982, aussi prince de Galles.
- Duc de Lancastre créé en 1351 pour Henry de Grosmont, éteint avec lui en 1361 ; rétabli en 1362 pour le prince Jean d'Angleterre. Titre éteint en 1413 avec le 4e duc, le prince Henri d'Angleterre (1387-1422) futur roi Henri V, quand il monta sur le trône.
- Duc d'Irlande créé en 1386 pour Robert de Vere (1362-1392). Titre éteint en 1388 avec le 1er duc.
- Duc d'Exeter créé en 1397 pour la famille Holland. Titre éteint en 1475 avec le 3e duc Henry Holland (1430-1475).
- Duc de Hereford créé en 1397 pour le prince Henri d'Angleterre (1366-1413), aussi duc de Lancastre, futur roi Henri IV. Titre éteint en 1399 quand il monta sur le Trône.
- Duc de Surrey créé en 1397 pour Thomas Holland (1371-1400). Titre éteint en 1399 avec le 1er duc.
- Duc de Warwick créé en 1445 pour Henry Beauchamp (1425-1446). Titre éteint en 1446 avec le 1er duc.
- Duc de Norfolk rétabli en 1483 pour la famille Howard, devenue depuis Fitzalan-Howard. Titre porté aujourd'hui par le 18e duc Edward Fitzalan-Howard, né en 1956.
- Duc de Suffolk rétabli en 1514 pour la famille Brandon, passé en 1551 dans la famille Grey. Titre éteint en 1554 avec le 4e duc Henry Grey (1517-1554).
- Duc de Somerset rétabli en 1660 pour la famille Seymour. Titre porté aujourd'hui par le 19e duc John-Michael Seymour, né en 1952.
- Duc d'Albemarle rétabli en 1660 pour la famille Monck. Titre éteint en 1688 avec le 2e duc Christopher Monck (1653-1688).
- Duc de Monmouth créé en 1663 pour James Scott (1649-1685). Titre éteint en 1685 avec le 1er duc.
- Duchesse de Portsmouth créé en 1673 pour Louise-Renée de Penancoët de Keroualle (1649-1734), aussi duchesse d'Aubigny en France. Titre éteint en 1734 avec la 1re duchesse.
- Duc de Richmond rétabli en 1675 pour la famille Lennox, devenue depuis Gordon-Lenox. Titre porté aujourd'hui par le 11e duc Charles Gordon-Lennox, né en 1955, aussi duc de Lennox dans la pairie d'Écosse, duc de Gordon dans la pairie du Royaume-Uni et duc d'Aubigny en France
- Duc de Grafton créé en 1675 pour la famille Fitz-Roy. Titre porté aujourd'hui par le 12e duc Henry Fitz-Roy, né en 1978.
- Duc de Beaufort créé en  pour la famille Somerset. Titre porté aujourd'hui par le 12e duc Henry Somerset, né en 1952.
- Duc de St Albans créé en 1684 pour la famille Beauclerk, devenue depuis de Vere-Beauclerk. Titre porté aujourd'hui par le 14e duc Murray de Vere-Beauclerk, né en 1939.
- Duc de Berwick créé en 1687 pour la famille Stuart-Fitz-James. Titre porté aujourd'hui par le 12e duc Jacobo-Hernando Stuart-Fitz-James, né en 1947, aussi duc de Penaranda-de-Duero en Espagne.
- Duc de Bolton créé en 1689 pour la famille Pawlet. Titre éteint en 1794 avec le 6e duc Henry Pawlet (1719-1794).
- Duc de Schomberg créé en 1689 pour la famille de Schomberg. Titre éteint en 1719 avec le 3e duc Meinhardt de Schomberg (1641-1719).
- Duc de Bedford rétabli en 1694 pour la famille Russel. Titre porté aujourd'hui par le 15e duc Andrew-Ian Russel, né en 1962.
- Duc de Devonshire créé en 1694 pour la famille Cavendish. Titre porté aujourd'hui par le 12e duc Pérégrine Cavendish, né en 1944.
- Duc de Leeds créé en 1694 pour la famille Osborne. Titre éteint en 1964 avec le 12e duc Francis Osborne (1884-1964).
- Duc de Shrewsbury créé en 1694 pour Charles Talbot (1660-1718). Titre éteint en 1718 avec le 1er duc.
- Duc de Marlborough créé en 1702 pour la famille Churchill, passé en 1733 dans la famille Spencer-Churchill. Titre porté aujourd'hui par le 12e duc, James Spencer-Churchill, né en 1955.
- Duc de Normanby créé en 1703 pour la famille Sheiffeld. Titre éteint en 1735 avec le 2e duc Edmund Sheiffeld (1716-1735).
- Duc de Rutland créé en 1701 pour la famille Manners. Titre porté aujourd'hui par le 11e duc David-Charles Manners, né en 1959.

### Pairie d'Écosse
- Duc de Rothesay créé en 1399 pour l'héritier du Trône d'Écosse. Titre porté aujourd'hui par le 19e duc, le prince William de Grande-Bretagne, né en 1982, aussi prince de Galles et duc de Cornouailles.
- Duc de Ross créé en 1488 pour la famille Stuart. Titre éteint en 1515 avec le 2e duc Alexandre Stuart (1514-1515), prince d'Écosse.
- Duc d'Orkney créé en 1567 pour James Hepburn (1535-1578). Titre éteint en 1578 avec le 1er duc.
- Duc de Kintyre-et-Lorne créé en 1602 pour Robert Stuart (1602-1602), prince d'Écosse. Titre éteint en 1602 avec le 1er duc.
- Duc de Hamilton créé en 1643 pour la famille Hamilton, devenue depuis Douglas-Hamilton. Titre porté aujourd'hui par le 16e duc Alexander Douglas-Hamilton, né en 1978, aussi duc de Brandon dans la pairie de Grande-Bretagne
- Duc de Buccleuch créé en 1663 pour la famille Scott, devenue depuis Montagu-Douglas-Scott. Titre porté aujourd'hui par le 10e duc John-Richard Montagu-Douglas-Scott, né en 1954, aussi duc de Queensberry.
- Duc de Lauderdale créé en 1672 pour John Maitland (1616-1682). Titre éteint en 1682 avec le 1er duc.
- Duc de Lennox rétabli en 1675 pour la famille Lennox, devenue depuis Gordon-Lennox. Titre aujourd'hui porté par le 11e duc Charles Gordon-Lennox, né en 1955, aussi duc de Richmond dans la pairie d'Angleterre et duc de Gordon dans la pairie du Royaume-Uni
- Duc de Rothes créé en 1680 pour John Leslie (1630-1681). Titre éteint en 1681 avec le 1er duc.
- Duc de Queensberry créé en 1684 pour la famille Douglas, passé en 1810 dans la famille Scott, devenue depuis Montagu-Douglas-Scott. Titre porté aujourd'hui par le 12e duc John-Richard Montagu-Douglas-Scott, né en 1954, aussi duc de Buccleuch
- Duc d'Argyll créé en 1701 pour la famille Campbell. Titre porté aujourd'hui par le 13e duc Torquhil-Ian Campbell, né en 1968. Le duc d'Argyll est également depuis 1892 pair dans la pairie du Royaume-Uni
- Duc d'Atholl créé en 1703 pour la famille Murray, devenue depuis Stewart-Murray. Titre porté aujourd'hui par le 12e duc Bruce Murray, né en 1960.
- Duc de Douglas créé en 1703 pour Archibald Douglas (1694-1761). Titre éteint en 1761 avec le 1er duc.
- Duc de Montrose rétabli en 1707 pour la famille Graham. Titre porté aujourd'hui par le 8e duc James Graham, né en 1935.
- Duc de Roxburghe créé en 1707 pour la famille Ker, devenue depuis Innes-Ker. Titre porté aujourd'hui par le 10e duc Guy-David Innes-Ker, né en 1954.

### Pairie d'Irlande
- Duc d'Ormonde créé en 1682 pour la famille Butler. Titre éteint en 1758 avec le 3e duc Charles Butler (1671-1758).
- Duchesse de Munster créé en 1716 pour Ehrengard-Mélusine de Schulenberg (1667-1743), aussi duchesse de Kendal. Titre éteint en 1743 avec la 1re duchesse.
- Duc de Leinster rétabli en 1768 pour la famille Fitz-Gerald. Titre porté aujourd'hui par le 9e duc Maurice Fitz-Gerald, né en 1948.
- Duc d'Abercorn créé en 1868 pour la famille Hamilton. Titre porté aujourd'hui par le 5e duc James Hamilton, né en 1934, aussi duc de Châtellerault en France.

### Pairie de Grande-Bretagne
- Duc de Douvres créé en 1708 pour la famille Douglas. Titre éteint en 1778 avec le 2e duc Charles Douglas (1698-1778).
- Duc de Southampton créé en 1709 pour la famille Fitz-Roy. Titre éteint en 1774 avec le 2e duc William Fitz-Roy (1698-1774), aussi duc de Cleveland.
- Duc de Brandon créé en  pour la famille Douglas-Hamilton. Titre porté aujourd'hui par le 12e duc Alexander Douglas-Hamilton, né en 1978, aussi duc de Hamilton dans la pairie d'Écosse
- Duc d'Ancaster-et-Kesteven créé en 1715 pour la famille Bertie. Titre éteint en 1809 avec le 5e duc Brownlow Bertie (1729-1809).
- Duc de Kingston créé en 1715 pour la famille Pierrepont. Titre éteint en 1773 avec le 2e duc Evelyn Pierrepont (1711-1773).
- Duc de Newcastle rétabli en 1715 pour la famille Pelham-Holles, passé en 1768 dans la famille Pelham-Clinton. Titre éteint en 1988 avec le 10e duc Edward Pelham-Clinton (1920-1988).
- Duc de Portland créé en 1716 pour la famille Bentinck, devenue depuis Cavendish-Bentinck. Titre éteint en 1990 avec le 9e duc William Cavendish-Bentinck (1897-1990).
- Duc de Wharton créé en 1718 pour Philipp Wharton (1698-1731). Titre éteint en 1731 avec le 1er duc.
- Duc de Greenwich créé en 1719 pour John Campbell (1680-1743). Titre éteint en 1743 avec le 1er duc.
- Duchesse de Kendal créé en 1719 pour Ehrengard-Mélusine de Schulenberg (1667-1743), aussi duchesse de Munster. Titre éteint en 1743 avec la 1re duchesse.
- Duc de Manchester créé en 1719 pour la famille Montagu. Titre porté aujourd'hui par le 13e duc Alexander Montagu, né en 1962.
- Duc de Bridgewater créé en 1720 pour la famille Egerton. Titre éteint en 1803 avec le 3e duc Francis Egerton (1736-1803).
- Duc de Dorset créé en 1720 pour la famille Sackville. Titre éteint en 1843 avec le 5e duc Charles Sackville (1767-1843).
- Duc de Northumberland rétabli en 1766 pour la famille Percy. Titre porté aujourd'hui par le 12e duc Ralph-George Percy, né en 1956.
- Duc de Montagu rétabli en 1766 pour George Brudenell (1712-1790). Titre éteint en 1790 avec le 1er duc.
- Duc de Cumberland rétabli en 1799 pour le prince Ernest-Auguste Ier (1771-1851) de Grande-Bretagne, roi de Hanovre. Titre suspendu en 1919 avec le 3e duc, le prince Ernest-Auguste II de Hanovre (1845-1923), chef de la maison royale de Hanovre.

### Pairie du Royaume-Uni
- Duc de Cambridge : rétabli en 1801 pour le prince Adolphe-Frédéric de Grande-Bretagne (Adolphe de Hanovre). Titre éteint en  1904 avec le 2e duc, le prince Georges-Guillaume de Grande-Bretagne (1819-1904). Il est aujourd'hui rétabli et porté par le prince William, reçu de sa grand-mère à l'occasion de son mariage avec Kate Middleton en 2011.
- Duc de Sussex : créé en 1801 pour le prince Auguste-Frédéric de Grande-Bretagne (1773-1843). Titre aujourd’hui porté par le prince Harry (né en 1984) depuis le 19 mai 2018, à l’occasion de ses noces avec Meghan Markle.
- Duc de Wellington : créé en 1814 pour la famille Wellesley. Titre porté aujourd'hui par le 9e duc Charles Wellesley, né en 1945, aussi prince de Waterloo aux Pays-Bas et duc de Vitoria au Portugal.
- Duc de Buckingham : rétabli en 1822 pour la famille Brydges-Grenville. Titre éteint en 1889 avec le 3e duc Richard Brydges-Grenville (1823-1889), aussi duc de Chandos.
- Duc de Chandos : rétabli en 1822 pour la famille Brydges-Grenville. Titre éteint en 1889 avec le 3e duc Richard Brydges-Grenville, aussi duc de Buckingham (voir ci-avant).
- Duc de Cleveland : rétabli en 1833 pour la famille Vane, devenue depuis Vane-Pawlet. Titre éteint en 1891 avec le 4e duc Henri Vane-Pawlet (1803-1891).
- Duc de Sutherland (en) : créé en 1833 pour la famille Leweson-Gower, devenue depuis Egerton-Gower. Titre porté aujourd'hui par le 7e duc Francis-Ronald Egerton-Gower, né en 1940.
- Duchesse d'Inverness : créé en 1840 pour Cécilia Underwood (1785-1873). Titre éteint en 1873 avec la 1re duchesse.
- Duc de Connaught : créé en 1874 pour le prince Arthur de Grande-Bretagne. Titre éteint en 1943 avec le 2e duc, le prince Alastair de Grande-Bretagne (1914-1943), aussi duc de Strathearn (voir ci-après).
- Duc de Strathearn : rétabli en 1874 pour le prince Arthur de Grande-Bretagne. Titre éteint en 1943 avec le 2e duc, prince Alastair de Grande-Bretagne, aussi duc de Connaught (voir ci-avant).
- Duc de Westminster : créé en 1874 pour la famille Grosvenor. Titre porté aujourd'hui par le 7e duc Hugh Grosvenor, né en 1991.
- Duc de Gordon (en) : rétabli en 1876 pour la famille Gordon-Lennox. Titre porté aujourd'hui par le 6e duc Charles Gordon-Lennox, né en 1955, aussi duc de Richmond dans la pairie d'Angleterre et duc de Lennox dans la pairie d'Écosse
- Duc d'Albany : rétabli en 1881 pour le prince Léopold de Grande-Bretagne. Titre suspendu en 1919 avec le 2e duc, le prince Charles-Edouard de Grande-Bretagne (1884-1954), duc souverain de Saxe-Cobourg-et-Gotha.
- Duc de Fife : créé en 1887 (duc-pair en 1900) pour la famille Duff, passé en 1959 dans la famille Carnegie. Titre porté aujourd'hui par le 3e duc James Carnegie, né en 1929.
- Duc de Clarence : rétabli en 1890 pour le prince Albert-Victor de Grande-Bretagne (1864-1892). Titre éteint en 1892 avec le 1er duc.
- Duc de Gloucester : rétabli en 1928 pour le prince Henry de Grande-Bretagne. Titre porté aujourd'hui par son fils le prince Richard de Grande-Bretagne, né en 1944[5].
- Duc de Kent : rétabli en 1934 pour le prince George de Grande-Bretagne. Titre porté aujourd'hui par son fils le prince Edward de Grande-Bretagne, né en 1935[5].
- Duc de Windsor : créé en 1937 pour l'ex roi Edouard VIII (1894-1972) de Grande-Bretagne. Titre éteint en 1972 avec lui.
- Duc d'Édimbourg : rétabli en 1947 pour le prince Philippe de Grèce, dit Philippe Mountbatten, (1921-2021), époux de la reine Elisabeth II. Titre porté aujourd'hui par son quatrième fils, le prince Edward, né en 1964[5].
- Duc d'York : rétabli en 1986 pour le prince Andrew de Grande-Bretagne, né en 1960. Titre porté aujourd'hui par ledit bénéficiaire[5].

## Belgique (jadis Pays-Bas espagnols puis autrichiens)
Le titre de duc est le deuxième plus élevé de la hiérarchie nobiliaire belge. Il vient après celui de prince, qui est le titre le plus haut dans la noblesse de Belgique.
Le titre de duc, à l'instar de celui de marquis ou de prince, n'est généralement pas octroyé par le roi des Belges à un roturier, mais seulement aux aristocrates dont la famille a déjà porté un tel titre avant l'indépendance de la Belgique (1830).
- Aerschot : duché en 1533 dans les Pays-Bas espagnols (actuelle Belgique) pour la maison de Croÿ, passé en 1612 dans la maison de Ligne. Titre non reconnu par la Belgique et porté aujourd'hui par le 19e duc, le prince Léopold-Engelbert-Evrard d'Arenberg, né en 1956, aussi duc d'Arenberg et de Meppen, prince de Recklinghausen en Allemagne.
- Cambrai : duché en 1559 pour cette localité qui n'était pas Française à l'époque et pour les archevêques de cette ville. Titre éteint en 1801 avec le 19e duc-archevêque Ferdinand-Mériadec de Rohan-Guémenée (1738-1813).
- Beaufort-Spontin : duché créé en 1782 dans les Pays-Bas autrichiens (actuelle Belgique) pour la maison de Beaufort. Titre reconnu par la Belgique et porté aujourd'hui par le 7e duc Frédéric-Christian de Beaufort, né en 1944.
- Looz-Corswarem : duché créé en 1734 dans les Pays-Bas autrichiens (actuelle Belgique) pour la maison de Looz. Titre reconnu par la Belgique et porté aujourd'hui par le 11e duc Thierry de Looz, né en 1948, aussi prince de Rheina-Wolbeck en Allemagne.
- Ursel : duché créé en 1716 dans les Pays-Bas autrichiens (actuelle Belgique) pour la famille Schetz. Titre reconnu par la Belgique et porté aujourd'hui par le 10e duc Stéphane Schetz, né en 1971, aussi duc d'Hoboken.
- le titre de duc de Brabant est octroyé, depuis 2001, au fils aîné ou à la fille aînée du souverain de Belgique ou, à son défaut, au fils aîné ou à la fille aînée du fils aîné ou de la fille aînée du souverain. Jusqu'à cette date, le duc de Brabant ne pouvait être que le fils aîné du roi ou, à son défaut, le fils aîné du fils aîné du roi. Cette modification a été rendue nécessaire par l'abrogation de la loi salique en 1991. Le titre de « duc de Brabant » ou de « duchesse de Brabant » précède le titre de « prince de Belgique » ou de « princesse de Belgique ».
- Havré : duché créé en 1627 dans les Pays-Bas espagnols (actuelle Belgique) pour la maison de Croÿ. Titre éteint en 1839 avec le 8e duc Joseph-Maximilien de Croÿ (1744-1839), aussi duc de Croÿ-Wailly en France.
- Hoboken : duché en 1717 dans les Pays-Bas autrichiens (actuelle Belgique) pour la famille Schetz. Titre porté aujourd'hui par le 10e duc Stéphane Schetz, né en 1971, aussi duc d'Ursel.
- Corswarem-Looz : duché créé en 1734 dans les Pays-Bas autrichiens (actuelle Belgique) pour la famille de Looz. Titre éteint en 1827 avec le 3e duc duc Joseph-Arnould de Looz (1803-1827), aussi prince de Rheina-Wolbeck en Allemagne
- Hoogstraeten : duché créé en 1740 dans les Pays-Bas autrichiens (actuelle Belgique) pour la maison de Salm. Titre porté aujourd'hui par le 9e duc Charles-Philippe de Salm, né en 1933, aussi prince de Salm et de Salm-Salm en Allemagne.

## Danemark

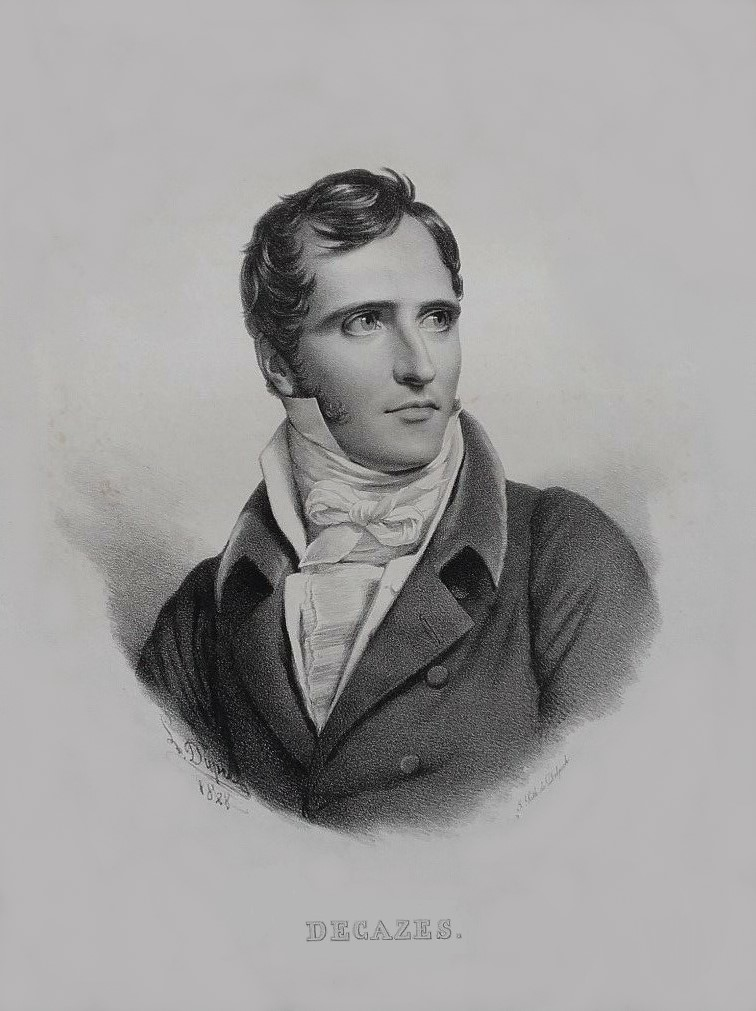
Élie Decazes, président du conseil des ministres français, premier duc Glücksberg.

Un seul titre de duc fut créé au Danemark.
- Glücksberg : duché créé en 1818 pour le président du Conseil des ministres français Élie Decazes. Titre porté aujourd'hui par le 6e duc Louis Decazes, né en 1946, aussi duc Decazes en France.

## Allemagne
Le titre de duc en Allemagne se dit Herzog en langue allemande. Quelques duchés, à l'époque moderne puis contemporaine, furent créés en Allemagne du temps du Saint-Empire puis par certains États allemands : Prusse, Bavière, Wurtemberg, Oldenbourg. Contrairement à la Belgique, le titre de duc est le plus haut de la hiérarchie nobiliaire germanique et vient avant celui de prince.
- Troppau (aujourd'hui Opava (République tchèque)) : duché créé en 1613 pour les princes souverains de Liechtenstein. Titre porté aujourd'hui par le 15e duc, le prince souverain Hans-Adam II de Liechtenstein, né en 1945.
- Jägerndorf (aujourd'hui Krnov) : duché créé en 1622 pour les princes souverains de Liechtenstein. Titre porté aujourd'hui par le 15e duc, le prince souverain Hans-Adam II de Liechtenstein.
- Arenberg : duché créé en 1644 pour la famille de Ligne. Titre porté aujourd'hui par le 13e duc, le prince Léopold de Ligne, né en 1956, aussi duc d'Aerschot en Belgique, duc de Meppen et prince de Recklinghausen.
- Sagan : duché créé en  pour la famille de Lobkowitz et éteint en . Rétabli en Prusse en  pour Dorothée de Courlande, et passé en  dans la famille de Talleyrand-Périgord. Le titre est transmis dans la famille de Pourtalès à la mort de la fille du 5e duc de Talleyrand, Violette de Talleyrand-Périgord. Titre aujourd'hui porté par le 6e duc, Hélie de Pourtalès de Talleyrand.
- Meppen : duché créé en 1802 pour la maison de Ligne (maison d'Arenberg). Titre porté aujourd'hui par le 8e duc, le prince Léopold de Ligne, né en 1956, aussi duc d'Aerschot en Belgique et d'Arenberg, prince de Recklinghausen.
- Leuchtenberg : duché créé en Bavière en  pour Eugène de Beauharnais. Titre éteint en 1974 avec le 8e duc Serge de Beauharnais (1890-1974), aussi prince d'Eichstätt en Bavière et prince Romanovsky en Russie.
- Ratibor : duché créé en Prusse en 1840 pour la famille de Hohenlohe-Schillingsfürst. Titre porté aujourd'hui par le 5e duc, le prince Victor Metternich-Sándor de Hohenlohe-Schillingsfürst, né en 1964, aussi prince de Corvey.
- Ujest : duché créé en Prusse en 1861 pour la famille de Hohenlohe-Oehringen. Titre porté aujourd'hui par le 5e duc, le prince Kraft de Hohenlohe-Oehringen, né en 1933.
- Teck : duché créé en Wurtemberg en 1863 pour la famille de Hohenstein. Titre éteint en 1917 avec le 2e duc, le prince Adolphe de Hohenstein (1868-1927).
- Urach : duché créé en Wurtemberg en 1867 pour une branche morganatique de la famille royale de Wurtemberg. Titre porté aujourd'hui par le 5e duc Guillaume-Albert de Wurtemberg, né en 1957.
- Worth-et-Donaustauf : duché créé en Bavière en 1899 pour la famille de Tour-et-Taxis. Titre porté aujourd'hui par le 5e duc, le prince Albert de Tour-et-Taxis, né en 1983.
- Trachenberg : duché créé en Prusse en 1900 pour la famille de Hatzfeldt. Titre porté aujourd'hui par le 4e duc, le prince Sebastian de Hatzfeldt, né en 1965.

## Autriche
Quelques duchés furent créés à l'époque contemporaine par la Monarchie Autrichienne. Comme en Allemagne, le titre de duc était le plus haut titre nobiliaire autrichien et venait avant celui de prince. 
- Gottschee : duché créé en 1791 pour la maison d'Auersperg. Titre porté aujourd'hui par le 7e duc, le prince Adolphe-Charles d'Auersperg, né en 1937.
- Reichstadt : duché créé en 1818 pour le prince Napoléon Bonaparte (1811-1832), ex roi de Rome et éphémère empereur des Français sous le nom de Napoléon II. Titre éteint en 1832 avec le 1er duc.
- Teschen : duché créé en 1822 pour la maison de Habsbourg-Lorraine. Titre éteint en 1955 avec le 4e duc, l'archiduc Albert d'Autriche (1897-1955).
- Hohenberg : duché créé en 1900 pour Sophie Chotek de Chotkowa, épouse morganatique de l'archiduc François-Ferdinand, passé en 1914 dans leur descendance. Titre porté aujourd'hui par le 4e duc Georges de Hohenberg, né en 1929.

## Bohême
Quelques duchés furent créés par les empereurs de la maison d'Autriche, au titre du royaume de Bohême.
- Krumau : duché créé en 1723 pour la maison de Schwarzenberg. Titre porté aujourd'hui par le 10e duc, le prince Charles de Schwarzenberg, né en 1937.
- Bielitz : duché créé en 1754 pour la famille Sulkowski. Titre porté aujourd'hui par le 10e duc, le prince Alexandre Sulkowski, né en 1940.
- Raudnitz : duché créé en 1789 pour la maison de Lobkowitz. Titre porté aujourd'hui par le 8e duc, le prince Jaroslav de Lobkowitz, né en 1942.

## Pologne-Lituanie
Trois duchés ont été créés sur le territoire de l'ancien royaume de Pologne-Lituanie, tel qu'il existait du XVIe au  XVIIIe siècle :
- Klewan-et-Zukow : duché créé au XVIIe siècle pour la famille Czartoryski. Titre porté actuellement par le 11e duc, le prince Adam-Karol Czartoryski, né en 1940.
- Nieswiez : duché créé au XVIe siècle pour la famille Radzivill. Le titre semble ne plus être porté depuis la mort du 18e duc, le prince Karol Radziwill (1886-1968), en 1968, mais la famille subsiste.
- Olyka : duché créé au XVIe siècle pour la famille Radzivill. Le titre semble ne plus être porté depuis la mort du 15e duc, le prince Edmund Radziwill (1906-1971), en 1971, mais la famille subsiste.

## Italie
Deux périodes peuvent être observées pour les ducs créés en Italie : le royaume « napoléonien » d'Italie (1805-1814) puis le royaume « unifié » d'Italie (1861-1946).
La partie de la liste ci-dessous des ducs créés après 1861 est non exhaustive.
- Duc de Lodi : pour la famille Melzi d'Eril depuis 1807.
- Duc Litta : pour la famille Litta-Viconti-Arese de 1808 à 1921.
- Duc di Favaro Veneto: pour la famille Favaro de 1784 à 1927.
- Duc de Galliera : pour la famille de Beauharnais de 1812 à 1838. Rétabli pour la famille d'Orléans depuis 1895.
- Duc Visconti di Modrone : pour la famille Visconti depuis 1813.
- Duc de Sartinara : pour la famille Arborio-Gattinara de 1867 à 1903.
- Duc de Valverde : pour la famille d'Ayala-Valva de 1872 à 1997.
- Duc de Sant'Arpino : pour les familles Caracciolo-Pisquizi de 1873 à 1935 puis Colonna de 1935 à 1957.
- Duc de Lustra : pour la famille Brancaccio de 1876 à 1961.
- Duc de Valminuta : pour la famille Tosti depuis 1880.
- Duc de Camposelise : pour la famille Reubsaet de 1881 à 1887.
- Duc Paterno-Castello : pour la famille Paterno-Castello depuis 1881.
- Duc de Fabriago : pour la famille Massari-Zavaglia depuis 1882.
- Duc de Perdifumo : pour la famille Cito-Filomarino.
- Duc de Castelvari : pour la famille Canevaro depuis 1883.
- Duc de Zoagli : pour la famille Canevaro depuis 1883.
- Duc de Montelfi : pour la famille Stolypine de 1884 à 1898.
- Duc des Abruzzes : pour la famille de Savoie-Aoste de 1886 à 1933.
- Duc de Poggio-Suasa : pour la famille Ruspoli depuis 1886.
- Duc de Monteacuto : pour la famille Brunetti-Gaysoso depuis 1887.
- Duc de Capracotta : pour la famille Piromallo-Capece-Piscicelli depuis 1889.
- Duc de Tornaro : pour la famille Bevilacqua depuis 1891.
- Duc Avarna : pour la famille Avarna depuis 1892.
- Duc de Pozzomauro : pour la famille Paterno-Castello depuis 1892.
- Duc de San-Nicola : pour la famille Paterno-Castelo depuis 1892.
- Duc de Casalaspro : pour la famille Acquaviva d'Aragona de 1894 à 1911.
- Duc d'Anticoli-Corrado : pour la famille Massimo de 1895 à 1979.
- Duc delle Pesche : pour la famille Petra de 1896 à 1947.
- Duc Brancaccio : pour la famille Brancaccio de 1897 à 1961.
- Duc de Quadri : pour la famille Catemario depuis 1897.
- Duc de Noci : pour la famille Acquaviva d'Aragona de 1898 à 1925.
- Duc de Furnari : pour la famille Imbert depuis 1899.
- Duc de Grottaglie : pour la famille d'Ardia depuis 1899.
- Duc de Laurenzana : pour la famille Gaetani dell'Aquila d'Aragona de 1900 à 1911.
- Duc de Bissana : pour la famille Spadafora depuis 1901.
- Duc de Spadafora : pour la famille Spadafora depuis 1901.
- Duc de Ciminna : pour la famille Turrisi-Grifeo depuis 1902.
- Duc de Siano : pour la famille Caracciolo-Rosso depuis 1902.
- Duc de Bergame : pour la famille de Savoie-Gênes de 1904 à 1982.
- Duc de Pistoïa : pour la famille de Savoie-Gênes de 1904 à 1990.
- Duc de Spolète : pour la famille de Savoie-Aoste de 1904 à 1948.
- Duc de Lanza-Branciforte : pour la famille Lanza depuis 1905.
- Duc d'Ancone : pour la famille de Savoie-Gênes de 1906 à 1996.
- Duc de Morignano : pour la famille Ruspoli depuis 1907.
- Duc de Cumia : pour la famille Lombardo depuis 1910.
- Duc de Durazzo : pour la famille d'Anjou-Durassow de 1911 à 1971.
- Duc de Laurito : pour les familles de Montfort-Laurito de 1911 à 1933 puis de Cathelineau depuis 1933.
- Duc de Longano : pour la famille Monaco depuis 1911.
- Duc Niutta : pour la famille Niutta depuis 1912.
- Duc de San-Pietro : pour les familles Avati de 1912 à 1938 puis di Sangro depuis 1938.
- Duc de Sarno : pour la famille de Médicis depuis 1912.
- Duc Borea d'Olmo : pour la famille Borea d'Olmo depuis 1914.
- Duc de Ceri : pour la famille Borghèse-Torlonia depuis 1914.
- Duc de Grottaminarda : pour la famille Confalone depuis 1915.
- Duc de San-Martino e della Fabricca : pour la famille Mastriogiovanni-Tasca-Filangieri depuis 1915.
- Duc de San-Severina : pour la famille Giovanni-Greuther depuis 1915.
- Duc Caracciolo di Brienza : pour la famille Caracciolo-Rosso de 1918 à 1920.
- Duc Rivera : pour la famille Rivera depuis 1919.
- Duc Valiante di Avena : pour la famille Valiante di Avena depuis 1920.
- Duc della Vittoria : pour la famille Diaz depuis 1921.
- Duc de Roccapiemonte : pour la famille Ravaschieri-Fieschi de 1922 à 1929.
- Duc d'Assergio : pour la famille Andreozzi-Bernini depuis 1923.
- Duc de Fiano : pour la famille Rasponi-Bonanzi-Ottoboni de 1923 à 1957.
- Duc Dusmet de Smours : pour la famille Dusmet de Smours depuis 1924.
- Duc Gaetani dell'Aquila d'Aragona : pour la famille Gaetani dell'Aquila d'Aragona depuis 1924.
- Duc Thaon de Revel del Mare : pour la famille Thaon de Revel de 1924 à 1989.
- Duc de Salandra : pour la famille Maresca depuis 1925.
- Duc de San-Pietro (2e du nom) : pour la famille de La Tour-en-Voivre depuis 1925.
- Duc Imperiali di Francavilla : pour la famille Imperiali depuis 1926.
- Duc Sallier de La Tour : pour la famille Sallier de La Tour de 1926 à 1988.
- Duc de San-Clemente : pour la famille Velluti-Zati depuis 1928.
- Duc de Santa-Cristina : pour les familles Ruffo di Calabria de 1928 à 1954 puis Torrigiani-Guadagni depuis 1954.
- Duc de Baranello : pour la famille Ruffo de 1929 à 1956.
- Duc de Brindisi : pour la famille Borghèse-Aldobrandini de 1929 à 1969.
- Duc Pignatelli della Leonessa : pour la famille Pignatelli della Leonessa depuis 1929.
- Duc de Sasso : pour la famille Capece-Minutolo depuis 1929.
- Duc de Santo-Mango : pour la famille Quinones de Leon depuis 1933.
- Duc de Castel-Duino : pour la famille della Torre e Tasso depuis 1934.
- Duc de Regina : pour la famille Capece-Galeota depuis 1934.
- Duc Rati-Opizzoni : pour la famille Rati-Opizzoni de 1935 à 1946.
- Duc d'Addis-Abeba : pour la famille Badoglio depuis 1936.
- Duc de Grazzano-Visconti : pour la famille Visconti depuis 1937.
- Duc Imperiali : pour la famille Imperiali de 1940 à 1994.
- Duc de Miranda : pour la famille Massimo-Lancelotti depuis 1940.
- Duc de Garigliano : pour la famille Colonna-Doria depuis 1941.
- Duc de San-Cesareo : pour la famille Colonna-Doria depuis 1941.
- Duc d'Acquarone : pour la famille d'Acquarone depuis 1942.
- Duc de Cervinara : pour la famille Sursock de 1943 à 1960.

### Duchés italiens, jadis États
- Duché de Frioul : créé en 568. Disparu en 828, lorsqu'il devint un margraviat.
- Duché de Bénévent : créé en 570. Disparu en 774, lorsqu'il devint une principauté.
- Duché de Spolète : créé en 570. Disparu en 1230.
- Duché de Naples : créé en 661. Disparu en 1144.
- Duché de Gaète : créé en 933. Disparu en 1140.
- Duché d'Amalfi : créé en 958. Disparu en 1100.
- Duché d'Apulie-et-Calabre : créé en 1059. Disparu en 1130.
- Duché de Lucques : créé pour la famille Castracani, qui y régna de 1327 à 1328. Rétabli pour la famille de Bourbon-Parme, qui y régna de 1814 à 1847.
- Duché de Milan : créé pour la famille Visconti, qui y régna avec le titre ducal de 1395 à 1447, à laquelle succéda les familles Sforza, qui régna de 1450 à 1499, de 1500 à 1501, de 1512 à 1515, de 1521 à 1524, de 1525 à 1535 et de Valois, qui régna de 1499 à 1500, de 1501 à 1512, de 1515 à 1521, de 1524 à 1525.
- Duché d'Urbino : créé pour la famille de Montefeltro, qui y régna avec le titre ducal de 1443 à 1508, à laquelle succéda les familles della Rovere, qui régna de 1508 à 1516, de 1521 à 1625 et de Médicis, qui régna de 1516 à 1519.
- Duché de Ferrare : créé pour la famille d'Este, qui y régna avec le titre ducal de 1450 à 1597.
- Duché de Modène : créé pour la famille d'Este, qui y régna avec le titre ducal de 1452 à 1796. Rétabli pour la famille de Habsbourg-Lorraine, qui y régna de 1814 à 1859.
- Duché de Romagne : créé pour la famille Borgia, qui y régna de 1501 à 1503.
- Duché de Camerino : créé pour la famille Vairano, qui y régna avec le titre ducal de 1515 à 1534, à laquelle succéda les familles della Rovère, qui régna de 1534 à 1539 puis Farnèse, qui régna de 1541 à 1545.
- Duché de Mantoue : créé pour la famille de Gonzague, qui y régna avec le titre ducal de 1530 à 1708.
- Duché de Florence : créé pour la famille de Médicis, qui y régna avec le titre ducal de 1532 à 1569.
- Duché de Castro : créé pour la Famille Farnèse, qui y régna de 1537 à 1649.
- Duché de Parme : créé pour la famille Farnèse, qui y régna de 1545 à 1731, à laquelle succéda les familles de Bourbon, qui régna de 1731 à 1735, de 1749 à 1802, de 1847 à 1859 et de Habsbourg, qui régna de 1735 à 1748 puis de Habsbourg-Lorraine, qui régna de 1814 à 1847.
- Duché de Montferrat : créé pour la famille de Gonzague, qui y régna avec le titre ducal de 1573 à 1708.
- Duché de Sabbionetta : créé pour la famille de Gonzague, qui y régna avec le titre ducal de 1577 à 1637, à laquelle succéda les familles Carafa della Stradera, qui régna de 1647 à 1644 puis de Guzman-Carafa, qui régna de 1644 à 1689.
- Duché de la Mirandole : créé pour la famille Pico (Pic), qui y régna avec le titre ducal de 1619 à 1708.
- Duché de Guastalla : créé pour la famille de Gonzague, qui y régna avec le titre ducal de 1621 à 1746.
- Duché de Massa : créé pour la famille Cybo-Malaspina, qui y régna avec le titre ducal de 1664 à 1790, à laquelle succéda la famille d'Este, qui régna de 1790 à 1796 et de 1814 à 1829.

### Ducs du royaume de Naples (liste non exhaustive)
- Duc de Calabre : pour les familles d'Anjou de 1297 à 1328, de Valois-Anjou de 1381 à 1442, de Trastamare d'Aragon de 1458 à 1504 puis de Bourbon-Sicile de 1747 à 1859.
- Duc d'Andria : pour les familles del Balzo de 1351 à 1533 puis Carafa della Stradera depuis 1556.
- Duc de San-Marco : pour les familles Sanseverino de 1387 à 1888 puis Costa-Sanseverino depuis 1888.
- Duc de Venosa : pour les familles Sanseverino de 1391 à 1394, Colonna de 1419 à 1422, Caracciolo del Sole de 1525 à 1441 et de 1738 à 1899 et Orsini de 1441 à 1454 puis del Balzo de 1454 à 1533.
- Duc d'Atri : pour les familles Acquaviva d'Aragona de 1393 à 1967 puis Perrelli di Tomacelli de 1967 à 2003.
- Duc d'Amalfi : pour les familles Sanseverino de 1394 à 1403, Colonna de 1405 à 1438, Orsini de 1448 à 1461 puis Todeschini-Piccolomini de 1461 à 1617 et de 1765 à 1812 et Pieri-Piccolomini de 1639 à 1757.
- Duc de Gravina : pour la famille Orsini depuis 1436.
- Duc de Melfi : pour la famille Caracciolo del Sole de 1441 à 1570.
- Duc de Squillace : pour la famille Marzano de 1442 à 1508.
- Duc d'Alvito : pour les familles Cantelmo de 1454 à 1463, Gallio de 1607 à 1800, Carafa della Stradera de 1800 à 1864, Proto-Carafa de 1864 à 1929 puis de Vera d' Aragona, depuis 1929
- Duc de Marsi : pour la famille Colonna de 1459 à 1528.
- Duc de Teramo : pour la famille Acquaviva d'Aragona de 1464 à 1562.
- Duc de Martina-Franca : pour les familles Acquaviva d'Aragona de 1481 à 1507, Caracciolo-Pisquizi de 1507 à 1849 puis di Sangro de 1849 à 1978.
- Duc de Nardo : pour les familles del Balzo de 1483 à 1507 puis Acquaviva d'Aragona de 1517 à 1967.
- Duc de San-Pietro in Galatina : pour les familles Castriota de 1485 à 1565, Sanseverino de 1565 à 1606, Spinola de 1621 à 1794 puis Gallarati-Scotti depuis 1801.
- Duc de Traetto : pour les familles Gaetani dell'Aquila d'Aragona de 1493 à 1497 et de 1570 à 1612 et Colonna de 1497 à 1570, Carafa della Stradera de 1612 à 1644, Carafa della Spina de 1712 à 1909 puis Caracciolo-Pisquizi depuis 1909.
- Duc de Termoli : pour les familles di Capua (de Capoue) de 1495 à 1709 puis Cattaneo della Volta depuis 1763.
- Duc d'Ariano : pour les familles Carafa della Spina de 1496 à 1528 puis de Gonzague de 1532 à 1746.
- Duc de Caiazzo : pour la famille d'Aragona de 1496 à 1507.
- Duc de Caggiano : pour la famille Caracciolo-Pisquizi de 1498 à 1507.
- Duc de Montalto : pour les familles Fernandez de Cordoba de 1502 à 1507, d'Aragona de 1507 à 1631, Moncada d'Aragona de 1631 à 1727 puis Alvarez de Toledo de 1728 à 1955.
- Duc de Terranova : pour les familles Fernandez de Cordoba de 1502 à 1515, de Marinis de 1560 à 1574, Oliva-Grimaldi de 1574 à 1822 puis Serra de 1822 à 1947.
- Duc de Ferrandina : pour la famille Castriota de 1505 à 1548.
- Duc de Rocca-Mondragone : pour les familles Carafa della Stradera de 1519 à 1644, de Guzman-Carafa de 1644 à 1683 puis Colonna depuis 1716.
- Duc de Nocera : pour les familles Carafa della Stradera de 1521 à 1648, de Mourra de 1656 à 1707, Pio de Saboia de 1707 à 1799 puis Valcarcel de 1799 à 1824.
- Duc de San-Severo : pour la famille di Capua (de Capoue) de 1521 à 1522.
- Duc de Somma : pour la famille Sanseverino de 1521 à 1570.
- Duc de Castrovillari : pour la famille Spinelli de 1522 à 1725.
- Duc de Monteleone : pour les familles Pignatelli-Carafa de 1527 à 1667 puis Pignatelli d'Aragona-Cortès de 1667 à 1989.
- Duc de Boiano : pour les familles Moroni de 1528 à 1532, de Lannoy de 1538 à 1616, Caracciolo-Rosso de 1616 à 1629 puis Carafa della Stradera de 1629 à 1901.
- Duc de Citta di Penne : pour la famille de Médicis de 1532 à 1537.
- Duc de Popoli : pour les familles Cantelmi de 1557 à 1752, di Tocco de 1777 à 1888 puis Capece-Galeota de 1889 à 1933.
- Duc de Maddaloni : pour la famille Carafa della Stradera de 1558 à 1829.
- Duc de Seminara : pour la famille Spinelli de 1559 à 1857.
- Duc de Bracciano : pour la famille Orsini de 1560 à 1698.
- Duc de Tagliacozzo : pour la famille Colonna depuis 1569.
- Duc d'Atripalda : pour la famille Caracciolo-Rosso depuis 1572.
- Duc de Torremaggiore : pour les familles di Sangro de 1572 à 1890 puis d'Aquino (d'Aquin) depuis 1890.
- Duc de San-Felice : pour la famille Frezza depuis 1575.
- Duc d'Airola : pour la famille Caracciolo-Rosso de 1581 à 1725.
- Duc de Sicignano : pour les familles Caracciolo-Pisquizi de 1581 à 1674 puis di Tocco de 1674 à 1862.
- Duc de Castel di Sangro : pour les familles d'Afflitto de 1587 à 1611 puis Caracciolo-Rosso depuis 1611.
- Duc de Ferolito : pour la famille Caracciolo-Pisquizi de 1589 à 1611.
- Duc de Tursi : pour les familles Doria de 1594 à 1829 puis Colonna depuis 1829.
- Duc d'Aquara : pour la famille Spinelli de 1599 à 1813.
- Duc de Cercemaggiore : pour la famille Carafa della Spina de 1599 à 1616.
- Duc de Noci : pour la famille Acquaviva d'Aragona de 1600 à 1967.
- Duc de Bisaccia : pour la famille Pignatelli de 1601 à 1809. Rétabli pour la famille de La Rochefoucauld de 1851 à 1995 (aux Deux-Siciles).
- Duc de Noia : pour les familles Carafa della Stradera de 1601 à 1886 puis de Gregorio-Cattaneo depuis 1886.
- Duc de Castelluccio : pour les familles David de 1602 à 1639, Spinelli de 1665 à 1743 puis Caracciolo-Pisquizi de 1755 à 1966.
- Duc de Bagnara : pour la famille Ruffo de 1603 à 1984.
- Duc d'Aiello : pour la famille Cybo-Malaspina de 1605 à 1790.
- Duc de Laurenzana : pour la famille Gaetani dell'Aquila d'Aragona depuis 1606.
- Duc de Barrea : pour les familles d'Afflitto de 1607 à 1744 puis Caracciolo del Sole depuis 1744.
- Duc de Campolieto : pour la famille Carafa della Stradera de 1608 à 1691.
- Duc de Casamassima : pour les familles Vaaz de Andrade de 1609 à 1683, de Ponte de 1683 à 1779 puis Caracciolo-Rosso depuis 1779.
- Duc de Rodi : pour la famille Sanfelice depuis 1609.
- Duc de Telese : pour les familles Ceva-Grimaldi de 1609 à 1763 puis di Sangro depuis 1780.
- Duc de Guardia-Lombarda : pour les familles della Marra de 1611 à 1722 puis Ruffo di Calabria depuis 1722.
- Duc de Montecalvo : pour les familles Galiardi de 1611 à 1669 puis Pignatelli depuis 1669.
- Duc de Fragnito : pour la famille Montalto de 1612 à 1979.
- Duc de Sesto : pour les familles Spinola de 1612 à 1798 puis Osorio de 1798 à 1994.
- Duc de Vietri : pour les familles di Sangro de 1612 à 1704 puis Caracciolo-Rosso depuis 1704.
- Duc d'Avigliano : pour la famille Doria de 1613 à 1642.
- Duc de Cerisano : pour la famille Sersale depuis 1613.
- Duc de Salandra : pour la famille Revertera de 1613 à 1912.
- Duc de Sant'Elia : pour les familles Palma d'Artois de 1613 à 1843 puis Caracciolo-Pisquizi depuis 1843.
- Duc de Cardinale : pour les familles Ravaschieri de 1614 à 1818, Filangieri de 1819 à 1886 puis Brunas-Serra de 1886 à 1940.
- Duc de Perdifumo : pour la famille Filomarino de 1616 à 1876.
- Duc de Bellosguardo : pour les familles Vaez de 1617 à 1650 puis Pignatelli de 1617 à 1701.
- Duc de Saracina : pour la famille Pescara de 1617 à 1716.
- Duc de Campochiaro : pour la famille Mormile de 1621 à 1767.
- Duc de Caivano : pour les familles Barrile de 1623 à 1672 puis Spinelli de 1672 à 1851.
- Duc de Rapolla : pour la famille Carafa della Spina de 1623 à 1641.
- Duc d'Atela : pour la famille Caracciolo-Pisquizi de 1624 à 1649.
- Duc de Girifalco : pour les familles Ravaschieri de 1624 à 1634, Caracciolo-Pisquizi de 1634 à 1802 puis Todeschini-Piccolomini de 1802 à 1812.
- Duc delle Pesche : pour les familles Pisanelli de 1624 à 1793 puis Ceva-Grimaldi de 1793 à 1899.
- Duc de Bagnoli : pour la famille Sanfelice depuis 1625.
- Duc de Forli : pour la famille Carafa della Spina de 1625 à 1894.
- Duc de Lustra : pour les familles Baccadelli di Bologna de 1625 à 1632 puis Brancaccio de 1632 à 1671.
- Duc de Montenero : pour les familles Bucca d'Aragona de 1625 à 1688 puis Carafa della Spina de 1688 à 1909.
- Duc de San-Giorgio : pour la famille Caracciolo-Rosso de 1626 à 1764.
- Duc d'Appolosa : pour la famille Ricca de 1627 à 1662, Capece-Piscicelli de 1662 à 1702 puis Caracciolo-Pisquizi de 1702 à 1729.
- Duc de San-Martino : pour les familles della Leonessa de 1627 à 1794 puis Filangieri de 1794 à 1891.
- Duc de Vairona : pour la famille Mormile de 1628 à 1665.
- Duc de Cagnano : pour les familles Vargas de 1629 à 1703 puis Brancaccio de 1755 à 1960.
- Duc de Flumeri : pour les familles de Ponte de 1629 à 1764, Cavaniglia de 1764 à 1795 puis Caracciolo-Rosso depuis 1795.
- Duc de Laconia : pour les familles Loffredo de 1629 à 1660 puis Todeschini-Piccolomini de 1660 à 1812.
- Duc de Calabritto : pour la famille Tuttavilla de 1630 à 1886.
- Duc de Belvedere : pour les familles Brancia de 1632 à 1685 puis Cantelmo de 1685 à 1752.
- Duc de Bernalda : pour les familles Brancia de 1632 à 1685 puis Cantelmo de 1685 à 1752.
- Duc d'Alessano : pour les familles Guarini de 1635 à 1699 puis Ayerbo d'Aragona depuis 1699.
- Duc de Castelnuovo : pour la famille Brancaccio de 1636 à 1702.
- Duc de Cutrofiano : pour les familles del Doce de 1636 à 1664, Filomarino de 1664 à 1887 puis Perrelli di Tomacelli depuis 1887.
- Duc de San-Giovanni-Rotondo : pour les familles Cavaniglia de 1636 à 1795 puis Caracciolo-Rosso depuis 1795.
- Duc d'Eboli : pour la famille Doria de 1640 à 1985.
- Duc de San-Marco (2e du nom) : pour la famille Caetani de 1641 à 1750.
- Duc de Villanova (ou Villareale) : pour la famille Le Grua-Talamenca de 1641 à 1838.
- Duc de Morciano : pour la famille Castromediano di Limburg de 1642 à 1900.
- Duc de Monténégro : pour la famille Caracciolo-Rosso de 1643 à 1685.
- Duc della Regina : pour la famille Capece-Galeota de 1643 à 1933.
- Duc de Bagnolo : pour la famille Strozzi de 1644 à 1951.
- Duc de Belcastro : pour les familles Sersale de 1644 à 1676 puis Caracciolo-Rosso depuis 1679.
- Duc de Laurito : pour la famille de Montfort-Laurito de 1644 à 1907.
- Duc de Marigliano : pour la famille Mastrili de 1644 à 1915.
- Duc de Pontelandolfo : pour les familles Brancaccio de 1644 à 1673 puis Pignone del Caretto de 1673 à 1932.
- Duc de Casoli : pour la famille d'Aquino (d'Aquin) depuis 1645.
- Duc de San-Vito : pour la famille Caracciolo-Rosso depuis 1645.
- Duc de Bruzzano : pour la famille Carafa della Spina depuis 1646.
- Duc de Grottolelle : pour les familles Macedonio de 1646 à 1838 puis Lupi-Macedonio depuis 1838.
- Duc d'Ostuni : pour les familles Zevallos (ou Zavaglios) de 1646 à 1748 puis Tresca-Cadurcci depuis 1748.
- Duc de la Palata : pour les familles Toraldo d'Aragona de 1646 à 1724, Fernandez de Hijar de 1724 à 1734, Zapata de Calatayud de 1734 à 1761 puis Azlor d'Aragon de 1761 à 1905.
- Duc d'Asti : pour la famille Amato de 1647 à 1662.
- Duc de Corigliano : pour la famille Saluzzo de 1649 à 1924.
- Duc de Mignano : pour les familles di Capua (de Capoue) de 1649 à 1767, de Lignéville de 1767 à 1793 puis Caracciolo-Rosso de 1793 à 1862.
- Duc d'Orta : pour la famille Caracciolo-Pisquizi de 1649 à 1802.
- Duc de Tora : pour la famille Galluccio de 1650 à 1817. Rétabli pour la famille Filangieri de 1824 à 1864 (aux Deux-Siciles).
- Duc de Caianello : pour la famille del Pezzo de 1651 à 1970.
- Duc de Giovinazzo : pour la famille del Giudice de 1651 à 1770.
- Duc de San-Paolo : pour les familles Mastrilli de 1652 à 1713, Milano-Franco d'Aragona de 1739 à 1911 puis Riario-Sforza depuis 1911.
- Duc de Pescolanciano : pour la famille d'Alessandro depuis 1654.
- Duc de Vulgano : pour la famille Brancia de 1654 à 1799.
- Duc de Castel del Monte : pour la famille Carafa della Stradera depuis 1656.
- Duc della Torre di Teverolaccio : pour les familles Filomarino de 1656 à 1887 puis Perreli di Tomacelli depuis 1887.
- Duc de Ceri : pour la famille Boromeo (Boromée) de 1657 à 1690.
- Duc de Parete : pour les familles Caracciolo-Rosso de 1658 à 1675, Moles de 1675 à 1774 puis Caracciolo-Pisquizi de 1774 à 1935.
- Duc de Rocca-Mandolfi : pour les familles Pignatelli de 1658 à 1811 puis del Tufo de 1811 à 1939.
- Duc de Campora : pour la famille Carafa della Stradera de 1659 à 1768.
- Duc de Grottaglie : pour les familles Cicinelli de 1659 à 1790 puis Caracciolo-Pisquizi de 1790 à 1853.
- Duc de Montesardo : pour la famille Caracciolo-Pisquizi depuis 1659.
- Duc de Sicli : pour les familles Severino de 1659 à 1820 puis Capece-Latro de 1820 à 1851.
- Duc de San-Valentino : pour la famille Capece-Minutolo depuis 1660.
- Duc de Santa-Severina : pour les familles Sculco de 1660 à 1692 puis Greuther de 1692 à 1903.
- Duc de Brindisi di Montagna : pour la famille Antinori de 1661 à 1912.
- Duc de Morrone : pour les familles de Mauro de 1662 à 1777 puis Capece-Latro depuis 1777.
- Duc Riario-Sforza : pour la famille Riario-Sforza de 1662 à 1676 puis depuis 1725.
- Duc de Siano : pour la famille Capece-Latro de 1662 à 1879.
- Duc de Carinari : pour les familles Mormile de 1663 à 1820 puis de Vera d'Aragona depuis 1843.
- Duc de Miranda : pour les familles Caracciolo del Sole de 1664 à 1785, Caracciolo-Rosso de 1785 à 1820, Gaetani dell'Aquila d'Aragona de 1820 à 1850, de Médicis de 1850 à 1912 puis Capece-Minutolo de 1912 à 1921.
- Duc de Palma : pour les familles Beccadelli di Bologna de 1664 à 1778 puis Caracciolo-Pisquizi de 1779 à 1800.
- Duc de Sant'Angelo a Fasanella : pour la famille Capece-Galeota de 1664 à 1933.
- Duc de Castropignano : pour les familles d'Evoli de 1665 à 1870 puis d'Afflitto de 1870 à 1914.
- Duc d'Isola : pour les familles Bonito de 1666 à 1857 puis Pérez de Vargas depuis 1857.
- Duc d'Accadia : pour les familles Recco de 1667 à 1701 puis Dentice de 1701 à 1711.
- Duc de Marianella : pour la famille Spinelli depuis 1672.
- Duc d'Apice : pour la famille di Tocco de 1674 à 1769 et de 1776 à 1888 puis Capece-Galeota de 1889 à 1933.
- Duc de Capracotta : pour la famille Capece-Piscicelli de 1674 à 1859.
- Duc de Frosolone : pour la famille Carafa della Stradera de 1674 à 1717.
- Duc de Crosia : pour les familles Mandatoriccio de 1676 à 1696 puis Sambiase de 1696 à 1833.
- Duc del Gesso : pour les familles Caracciolo-Pisquizi depuis 1676.
- Duc de Cassano : pour la famille Serra depuis 1678.
- Duc de Lavello : pour la famille Caracciolo-Rosso depuis 1678.
- Duc de Sant'Arpino : pour les familles Sanchez de Luna d'Aragon de 1678 à 1842 puis Caracciolo-Pisquizi de 1842 à 1935.
- Duc d'Ascoli : pour la famille Marulli depuis 1679.
- Duc de Mancusi : pour la famille Morra depuis 1679.
- Duc de Calvizzano : pour les familles Pescara di Diano de 1681 à 1870 puis Morra depuis 1870.
- Duc de Schiavi : pour les familles del Balzo de 1681 à 1726, Muscetolla de 1726 à 1887 puis Caracciolo-Pisquizi de 1887 à 1901.
- Duc de Caccuri : pour les familles Cavalcanti de 1683 à 1809, Ceva-Grimaldi de 1851 à 1852 puis Petra depuis 1852.
- Duc de San-Gabrio : pour les familles Serbelloni de 1684 à 1916 puis Crivelli-Serbelloni de 1916 à 1918.
- Duc de Laurino : pour les familles Carafa della Stradera de 1686 à 1704, Spinelli de 1704 à 1936 puis Caracciolo-Rosso depuis 1936.
- Duc de Soreto : pour la famille Caracciolo-Pisquizi de 1687 à 1902.
- Duc de Torre a Mare : pour les familles Filomarino de 1687 à 1887 puis Perreli di Tomacelli depuis 1887.
- Duc de Vastogirardi : pour les familles Petra de 1689 à 1908 puis Notirastefani depuis 1908.
- Duc de Taurisano : pour la famille Lopez depuis 1692.
- Duc de Verzino : pour la famille de Vera d'Aragona depuis 1692.
- Duc de Campagna : pour la famille Pironti depuis 1694.
- Duc de Malvito : pour la famille Sambiase-Sanseverino de 1695 à 1901.
- Duc de Sarno : pour la famille de Médicis de 1695 à 1909.
- Duc de Caprigliano : pour la famille del Balzo depuis 1696.
- Duc de San-Cipriano : pour les familles del Tufo de 1697 à 1726, di Capua (de Capoue) de 1726 à 1830 puis Sanfelice depuis 1830.
- Duc de Poggiardo : pour la famille Guarini depuis 1698.
- Duc de Giugliano : pour la famille Grillo de 1699 à 1778.
- Duc de Monasterace : pour la famille Perrelli di Tomacelli de 1705 à 1895.
- Duc de Roccavecchia : pour la famille Invitti depuis 1707.
- Duc de Casalmaggiore : pour la famille Cattaneo della Volta depuis 1709.
- Duc de Mondragone : pour les familles Grillo de 1709 à 1863 puis Giustiniani-Bandini de 1863 à 1918.
- Duc de Casalnuovo : pour les familles Como de 1710 à 1875 puis Berlingieri depuis 1875.
- Duc de Gimigliano : pour la famille Cigala depuis 1713.
- Duc de Roccapiemonte : pour la famille Ravaschieri-Fieschi de 1713 à 1895.
- Duc de Grumo : pour la famille Riario-Sforza de 1714 à 1738.
- Duc de Castoria : pour la famille Pignatelli della Leonesse depuis 1715.
- Duc de Bovalino : pour les familles Pescara di Diano de 1716 à 1870 puis Morra depuis 1870.
- Duc de Pozzomauro : pour la famille de Liguoro de 1716 à 1890.
- Duc de Castelmenardo : pour la famille Gurgo depuis 1718.
- Duc de Castelpoto : pour la famille Bartoli depuis 1718.
- Duc de Resigliano e Pomigliano : pour la famille Caracciolo-Pisquizi depuis 1720.
- Duc de Sirignano : pour la famille Caracciolo-Pisquizi de 1722 à 1867.
- Duc del Monte : pour les familles Jaquinto de 1723 à 1780, Marotta de 1780 à 1800 puis Marigliano de 1800 à 1963.
- Duc Caputo : pour la famille Caputo depuis 1724.
- Duc de Craco : pour la famille Vergara depuis 1724.
- Duc de Baranello : pour la famille Ruffo de 1725 à 1984.
- Duc de Scorrano : pour les familles Frisari de 1725 à 1893 puis Guarini depuis 1894.
- Duc Sforza-Cesarini : pour la famille Sforza de 1725 à 1832.
- Duc de Casalaspro e Pietragalla : pour les familles Milazzi de 1726 à 1863, Acquaviva d'Aragona de 1863 à 1967 puis Perrelli di Tomacelli de 1967 à 2003.
- Duc de Girasole : pour la famille Giovene depuis 1726.
- Duc de Gagliati : pour la famille Sanchez de Luna d'Aragon de 1727 à 1828. Rétabli pour la famille Porcinari de 1849 à 1953 (aux Deux-Siciles)
- Duc de Carignano : pour la famille Carignani de 1728 à 1767.
- Duc Vasaturo : pour la famille Vasaturo depuis 1728.
- Duc de Castelcicala : pour la famille Ruffo de 1729 à 1757.
- Duc Maresca : pour la famille Maresca de 1729 à 1760.
- Duc Ruffo : pour la famille Ruffo di Calabria depuis 1729.
- Duc de Serracapriola : pour la famille Maresca depuis 1729.
- Duc de Sant'Angelo a Frosolone : pour la famille Morbilli depuis 1730.
- Duc de Quadri : pour la famille d'Ambrosio de 1732 à 1891.
- Duc de Vargas-Machuca : pour la famille Pérez de Vargas depuis 1732.
- Duc de Toritto : pour les familles Caravita de 1733 à 1960 puis Telesio depuis 1960.
- Duc de Presenzano : pour la famille del Balzo depuis 1734.
- Duc della Chiusa : pour la famille Carafa della Stradera de 1738 à 1804.
- Duc de Novoli : pour la famille Carignani depuis 1738.
- Duc de Castelpagano : pour les familles Mormile de 1740 à 1847, Capece-Latro de 1847 à 1890 puis Mastelloni depuis 1890.
- Duc de Cirella : pour la famille Catalano-Gonzague depuis 1742.
- Duc de Massanovace e Tacina : pour la famille Doria de 1742 à 1816.
- Duc de San-Teodoro : pour la famille Caracciolo-Pisquizi de 1742 à 1935.
- Duc Asinari-Rossillon : pour la famille Asinari-Rossillon depuis 1752.
- Duc de Barrano e Paganica : pour la famille di Costanzo depuis 1753.
- Duc de Santa-Croce di Magliano : pour la famille Lante-Montefeltro della Rovère depuis 1755.
- Duc Caracciolo di Brienza : pour la famille Caracciolo-Rosso depuis 1759.
- Duc de Carfizzi (ou Scarfizzi) : pour la famille Capece-Latro depuis 1760.
- Duc de Sangro : pour la famille di Sangro de 1760 à 1978.
- Duc de Belforte : pour les familles Morra de 1776 à 1923 puis Biondi-Morra depuis 1923.
- Duc de Cantalupo : pour la famille Morra depuis 1776.
- Duc de Roccaromana : pour les familles Caracciolo-Rosso de 1783 à 1862, Caracciolo-Pisquizi de 1862 à 1916 puis Paterno depuis 1916.
- Duc d'Acquavella : pour la famille Sanfelice depuis 1795.
- Duc de Corigliano di Otranto : pour les familles Pinelli-Pignatelli de 1797 à 1911 puis Granito-Pignatelli depuis 1911.
- Duc de Bronté : pour les familles Nelson de 1801 à 1873 puis Hood-Nelson depuis 1873.
- Duc de San-Filippo : pour la famille Capece-Latro de 1805 à 1885.
- Duc de San-Germano : pour la famille de Salligny de 1806 à 1809.
- Duc d'Avalos : pour la famille d'Avalos d'Aquino d'Aragona depuis 1813.
- Duc de Gallo : pour la famille Mastrilli de 1813 à 1932.
- Duc de Casalanza : pour la famille Bianchi depuis 1815.
- Duc de Dino : pour la famille de Talleyrand-Périgord de 1815 à 1968.

### Ducs du royaume de Sicile (liste non exhaustive)
- Duc de Bivona : pour les familles de Luna de 1554 à 1619, Moncada d'Aragona de 1619 à 1728 puis Alvarez de Toledo de 1728 à 1865.
- Duc de Terranova : pour les familles Tagliava d'Aragona de 1561 à 1692 puis Pignatelli d'Aragona-Cortès depuis 1692.
- Duc de Camastra : pour les familles Lucchesi de 1625 à 1627 puis Lanza depuis 1627.
- Duc de Salaparuta : pour la famille Alliata depuis 1625.
- Duc de San-Michele : pour la famille Gravina-Cruyllas de 1625 à 1848.
- Duc de Campobello : pour la famille di Napoli depuis 1638.
- Duc de Palma : pour la famille Tomasi de 1638 à 1962.
- Duc de Reitano : pour la famille Colonna-Romano de 1639 à 1940
- Duc dell'Arenella : pour la famille de Valguarnera depuis 1645.
- Duc de Caccamo : pour la famille Amato de 1662 à 1813. Rétabli pour la famille de Spucches depuis 1818 (aux Deux-Siciles).
- Duc de Serradifalco : pour la famille Lo Faso de 1664 à 1971.
- Duc de Castel di Aci : pour la famille Massa de 1667 à 1837. Rétabli pour la famille Caracciolo-Pisquizi de 1842 à 1935 (aux Deux-Siciles).
- Duc de Zagarolo : pour la famille Rospigliosi depuis 1668.
- Duc de Bissana : pour les familles di Napoli de 1670 à 1900 puis Turrisi de 1900 à 1927.
- Duc de Spadafora : pour la famille Spadafora de 1673 à 1890.
- Duc de Giampilieri : pour les familles Papè de 1675 à 1964 puis de Monroy depuis 1964.
- Duc de Tolve : pour les familles Pignatelli de 1678 à 1890 puis Carignani depuis 1890.
- Duc de San-Giovanni : pour la famille Moncada de 1680 à 1827.
- Duc de Cesaro : pour la famille Colonna-Romano de 1694 à 1940.
- Duc della Grazia : pour la famille Lucchesi-Palli depuis 1699.
- Duc de Belsito : pour les familles Giusino de 1701 à 1919 puis Parodi-Giusino depuis 1919.
- Duc de San-Stefano di Briga : pour les familles Amato de 1705 à 1751 puis de Spucches depuis 1751.
- Duc de Villafiorita : pour la famille Burgio de 1712 à 1983.
- Duc de Casteluzzo : pour la famille Agraz de 1726 à 1860.
- Duc de Villarosa : pour la famille Notarbartolo depuis 1728.
- Duc de Carcaci : pour la famille Paterno-Castello depuis 1732.
- Duc de la Conquista : pour la famille Castro-Figueroa de 1735 à 1801.
- Duc de Fabricca : pour la famille Filangieri de 1748 à 1891.
- Duc delle Grotte : pour la famille Le Grua-Talamenca depuis 1749.
- Duc de Rotino : pour la famille Garofalo depuis 1749.
- Duc de Tremestieri : pour la famille Rizzari depuis 1751.
- Duc de Furnari : pour la famille Paterno de 1757 à 1909.
- Duc d'Arshirafi : pour la famille Vanni depuis 1770.
- Duc de Cruyllas : pour la famille Ajroldi de 1791 à 1920.
- Duc de Palazzo : pour les familles Paterno de 1800 à 1973 puis Borghèse depuis 1973.

### Ducs du royaume des Deux-Siciles (liste non exhaustive)
En 1816 les royaumes de Naples et de Sicile furent réuni en un seul État : les Deux-Siciles.
- Duc de Portella : pour la famille de Metternich de 1818 à 1992.
- Duc de Calvello : pour les familles Ruffo de 1819 à 1906, Corio di Sacconago de 1906 à 1957 puis Sallier de La Tour depuis 1957.
- Duc Pozzo di Borgo : pour la famille Pozzo di Borgo depuis 1832.
- Duc de San-Nicola : pour la famille de Liguoro de 1835 à 1890.
- Duc de Santa-Lucia : pour la famille Lanza depuis 1843.
- Duc de Taormina : pour la famille Filangieri de 1849 à 1895.
- Duc Grazioli : pour la famille Grazioli depuis 1851.
- Duc de Carosino : pour la famille Marulli depuis 1853.
- Duc de Rombies : pour la famille du Barry de Merval (titre éteint avec le 1er titulaire en 1881)
- Duc de Branciforte : pour la famille Lanza depuis 1855.
- Duc de Galdo : pour la famille Giusso de 1857 à 1931.
- Duc de Montaltino : pour les familles Carcano de 1858 à 1930 puis Filiasi-Carcano depuis 1930.
- Duc de Ripalda : pour la famille Bermudez de Castro de 1859 à 1946.
- Duc de Santa-Lucia (2e du nom) : pour la famille Bermudes de Castro de 1859 à 1945.

### Ducs du grand-duché de Toscane
- Duc Salviati : pour la famille Borghèse-Salviati depuis 1834.
- Duc Bevilacqua : pour la famille Bevilacqua de 1851 à 1899.

### Ducs de la principauté de Piémont
- Duc d'Aoste : pour la famille de Savoie de 1736 à 1802 et depuis 1845.
- Duc de Montferrat : pour la famille de Savoie de 1754 à 1755, de 1773 à 1799 et de 1846 à 1866.
- Duc de Gênes : pour la famille de Savoie de 1815 à 1821 et de 1831 à 1997.

### Ducs du royaume de Sardaigne (liste non exhaustive)
- Duc de Mandas e Villanova : pour les familles Maza de Lizana de 1614 à 1617, Hurtado de Mendoza de 1617 à 1629, de Zuniga-Sotomayor de 1629 à 1777, Pimentel de Quinones de 1777 à 1834 puis Téllez-Giron de 1834 à 1896.
- Duc dell'Asinari : pour la famille Manca-Amat de 1715 à 1982.
- Duc de Vallombrosa : pour la famille Manca-Amat de 1817 à 1982
- Duc de San-Giovanni : pour la famille Vivaldi-Pasqua depuis 1823.

## Saint-Siège
Les papes, jadis souverains des États de l'Église et aujourd'hui de l'État du Vatican, créèrent comme les autres souverains une noblesse, dont des ducs, même lorsqu'ils perdirent leurs pouvoirs temporels entre 1870 et 1929.
La liste ci-dessous est non exhaustive.
- Duc de Sermonetta : pour la famille Caetani de 1513 à 1977.
- Duc de Paliano : pour les familles Colonna de 1519 à 1555 et depuis 1563 et Carafa della Spina de 1556 à 1561.
- Duc de Poli e Guadagnolo : pour les familles Conti de 1540 à 1808, Sforza de 1808 à 1820 puis Torlonia depuis 1847.
- Duc de Zagarolo : pour la famille Colonna de 1569 à 1622.
- Duc de Castel-Gandolfo : pour la famille Savelli de 1580 à 1628.
- Duc de Sora : pour la famille Boncompagni (devenue Boncompagni-Ludovisi) depuis 1580.
- Duc d'Arce : pour la famille Boncompagni (devenue Boncompagni-Ludovisi) depuis 1583.
- Duc de Civitanova-Marche : pour la famille Cesarini de 1585 à 1634.
- Duc de Segni : pour la famille Sforza de 1585 à 1634 et depuis 1693.
- Duc de Marino : pour la famille Colonna depuis 1606;
- Duc de Rignano : pour les familles Borghèse de 1607 à 1620, Muti de 1633 à 1799 puis Massimo de 1828 à 1909.
- Duc d'Onano : pour la famille Sforza de 1612 à 1712.
- Duc de Montecompatri : pour la famille Borghèse depuis 1618.
- Duc de Carpineto : pour les familles Aldobrandini de 1621 à 1681 puis Borghèse-Aldobrandini de 1780 à 1792 et depuis 1832 et Borghèse de 1792 à 1832.
- Duc de Tornaro : pour la famille Bevilacqua de 1622 à 1648.
- Duc de Poggio-Nativo : pour les familles Savelli de 1625 à 1633 puis Borghèse depuis 1633.
- Duc de Giuliano : pour la famille Salviati de 1627 à 1809. Rétabli pour la famille Borghèse-Salviati depuis 1854.
- Duc de Monterotondo : pour les familles Barberini de 1627 à 1699, Grillo de 1699 à 1814 puis Boncompagni-Ludovisi depuis 1814.
- Duc de Bassanello : pour la famille Colonna (Colonna-Barberini) de 1630 à 1942.
- Duc de Canemorto : pour la famille Borghèse depuis 1636.
- Duc de Castelchiodato : pour la famille Borghèse depuis 1636.
- Duc de Palombara : pour la famille Borghèse depuis 1637.
- Duc de Giove : pour les familles Mattei de 1643 à 1838, Canonici-Mattei de 1838 à 1905 puis Antici-Mattei de 1905 à 1960.
- Duc de Bomarzo : pour les familles Lante-Montefeltro della Rovere de 1646 à 1836 puis Borghèse depuis 1836.
- Duc de Montelanico : pour les familles Pamphili de 1651 à 1760 puis Doria de 1760 à 2000.
- Duc de Sant'Angelo e San-Polo : pour la famille Borghèse depuis 1657.
- Duc d'Assergi : pour la famille Caffarelli depuis 1658.
- Duc de Formello : pour la famille Chigi della Rovere depuis 1658.
- Duc d'Ariccia : pour la famille Chigi della Rovere depuis 1662.
- Duc de Montelibretti : pour la famille Colonna (devenue Colonna-Barberini) de 1664 à 1942.
- Duc de Monterano : pour la famille Altieri de 1672 à 1955.
- Duc de Fiano : pour les familles Ottoboni de 1690 à 1723, Boncompagni-Ludovisi-Ottoboni de 1730 à 1909 puis Ruspoli de 1909 à 1912.
- Duc de Civitalavinia : pour la famille Sforza depuis 1697.
- Duc de Ginestra : pour la famille Sforza depuis 1697.
- Duc de Torricella : pour la famille Sforza depuis 1697.
- Duc d'Oliveto : pour la famille Santacroce de 1711 à 1750.
- Duc de Bracciano : pour la famille Erba-Odescalchi depuis 1714.
- Duc de Phalaris : pour la famille Gorge d'Entraigues de 1714 à 1741.
- Duc de Crosia : pour la famille Boncompagni-Ludovisi-Ottoboni de 1730 à 1909.
- Duc de Casigliano : pour la famille Corsini depuis 1731.
- Duc de Sarsina : pour les familles Borghèse-Aldobrandini de 1780 à 1792 et depuis 1832 et Borghèse de 1792 à 1832.
- Duc de Bassanello (2e du nom) : pour la famille Colonna-Barberini de 1787 à 1942.
- Duc de Nemi : pour les familles Braschi-Onesti 1786 à 1957 puis Théodoli-Braschi depuis 1957.
- Duc de Nerola : pour la famille Colonna-Barberini de 1797 à 1942.
- Duc de La Fare : pour la famille de La Fare de 1822 à aujourd'hui.
- Duc de Stacpoole : pour la famille de Stacpoole depuis 1831.
- Duc Sforza-Cesarini : pour la famille Sforza-Cesarini depuis 1832.
- Duc Lante della Rovere : pour la famille Lante-Montefeltro della Rovere depuis 1836.
- Duc de Galliera : pour la famille de Ferrari de 1838 à 1876.
- Duc de Giove : pour la famille Antici-Mattei de 1838 à 1960.
- Duc de Giuliano : pour la famille Borghèse-Salviati depuis 1854.
- Duc de Rarécourt : pour la famille de Rarécourt de La Vallée depuis 1860.
- Duc de Gallese : pour la famille Hardouin depuis 1861.
- Duc Caffarelli : pour la famille Caffarelli depuis 1871.
- Duc de Ferrari : pour la famille de Ferrari de 1872 à 1899.
- Duc de Pomar : pour la famille de Pomar en 1879 à 1919. Titre éteint avec le 1er duc.
- Duc Altemps : pour les familles Altemps de 1897 à 1964 puis Boncompagni-Ludovisi depuis 1964.
- Duc d'Astraudo : pour la famille Astraudo de 1898 à 1944.
- Duc Féry d'Esclands : pour la famille Féry d'Esclands de 1898 à 1969.
- Duc de San-Lorenzo : pour la famille de Dampierre de 1898 à 2004.
- Duc Gandolfi-Hornyold : pour la famille Gandolfi-Hornyold depuis 1899.
- Duc de La Salle : pour la famille de La Salle de Rochemaure de 1899 à 1945.
- Duc de Warren : pour la famille de Warren de 1900 à 1926.
- Duc de Chabot : pour la famille de Rohan-Chabot de 1907 à 1908.
- Duc de Ravèse : pour la famille de Rohan-Chabot de 1908 à 1964.
- Duc de Vandières : pour la famille Desrousseaux depuis 1909.
- Duc de Giovanni-Greuther : pour la famille de Giovanni-Greuther depuis 1916.
- Duc de Cubas : pour les familles de Cubas de 1920 à 1994 puis d'Arcos depuis 1994.
- Duc Rivera : pour la famille Rivera depuis 1927.

## Saint-Marin
La plus ancienne des républiques du monde créa elle aussi une hiérarchie nobiliaire, et parmi les titres qu'elle créa, est celui de duc :
- Duc d'Acquaviva : créé en 1861 pour la famille d'Avigdor.
- Duc de Casole : créé en 1865 pour la famille Mortemard de Boisse. Titre éteint avec le 2e duc en 1893.
- Duchesse de Faëtano : créé en 1865[Par qui ?] pour Mlle Payart de Fitz-James[6]. Titre éteint avec la 1re duchesse en 1887.
- Duc de San-Donino : créé en 1874 pour la famille d'Achéry. Titre éteint avec le 1er duc en 1923.
- Duc de Castellara : créé en 1875 pour la famille de Gontaut-Biron.
- Duc de Peschiera : créé en 1957 pour la famille Branca di Romanico

## Espagne
Nombre de duchés furent créés, au début, par les Rois de Castille et d'Aragon, puis par les Rois d'Espagne. Certains le furent même par le généralissime Franco.

### Duchés créés par les rois de Castille
- Molina : duché créé au XIIIe siècle sur la municipalité de Molina-de-Aragon, province de Guadalajara, communauté de Castille-La Mancha, pour le prince Alfonso de Castille (+1272). Rétabli en 1371 pour Bertrand du Guesclin, connétable de France puis en 1380 pour le prince Pedro de Castille. Titre éteint en 1400 avec ce 3e duc.
- Villena : duché créé en 1336 sur la municipalité de Villena, province d'Alicante, communauté de Valence, pour le prince Juan-Manuel de Castille. Rétabli en 1420 pour le prince Enrique d'Aragon. Titre éteint en 1400 avec le 3e duc, le prince Pedro de Castille.
- Almeria : duché créé en 1342 pour Franco Asturras de la Silva. Titre éteint.
- Soria : duché créé en 1370 pour Bertrand du Guesclin, connétable de France. Rétabli en 1981 pour la princesse Margarita de Bourbon, née en 1939, actuelle duchesse et duchesse de Hernani.
- Benavente : duché créé en 1378 sur la municipalité de Benavente, province de Zamora, communauté de Castille-y-Leon, pour le prince Fadrique de Castille. Rétabli en 1473 pour Rodrigo-Alonso Pimentel. Titre porté depuis 1952 par la 17e duchesse Angela-Maria Téllez-Giron, née en 1925, aussi duchesse de Gandia et d'Osuna.
- Medina-Sidonia : duché créé en 1380 sur la municipalité de Medina-Sidonia, province de Cadix, communauté d'Andalousie, pour le prince Enrique de Castille. Rétabli en 1445 pour Juan-Alonso Pérez de Guzman. Titre porté depuis 2008 par le 22e duc (depuis 1445) Léoncio-Alonso Gonzalez de Gregorio, né en 1956.
- Valencia-de-Campos : duché créé en 1387 sur la municipalité de Valencia-de-Campos, aujourd'hui Valencia-de-Don-Juan, province de Leon, communauté de Castille-y-Leon, pour le prince Joao de Portugal. Titre éteint en 1397 avec le 1er duc.
- Penafiel : duché créé en 1394 sur la municipalité de Penafiel, province de Valladolid, communauté de Castille-y-Leon pour le prince Fernando de Castille. Titre éteint en 1479 avec le 2e duc, le prince Juan, devenu roi Jean II d'Aragon.
- Arjona : duché créé en 1423 sur la municipalité d'Arjona, province de Jaen, communauté d'Andalousie, pour le prince Fadrique de Castille. Rétabli en 1902 pour Jacobo Stuart-Fitz-James. Titre porté depuis 2013 par le 5e duc Cayetano-Luis Martinez de Irujo, né en 1963.
- Trujillo : duché créé en 1446 sur la municipalité de Trujillo, province de Caceres, communauté d'Estrémadure, pour Alvaro de Luna. Titre éteint en 1453 avec le 1er duc.
- Aguiar : duché créé en 1450 sur la municipalité de Pereiro-de-Aguiar, province d'Orense, communauté de Galice, pour Alvaro Pérez-Osorio. Titre éteint en 1523 avec le 3e duc Alvaro Pérez-Osorio.
- Galisteo : duché créé en 1451 sur la municipalité de Galisteo, province de Caceres, communauté d'Estrémadure, pour Gabriel Fernandez-Manrique. Rétabli en 1631 pour Garcia Fernandez-Manrique. Titre porté depuis 1970 par le 15e duc José-Luis Mesia del Barco, né en 1941, aussi duc de Tamames.
- Badajoz : duché créé entre 1458 et 1470 sur la municipalité de Badajoz, province de Salamanque, communauté d'Estrémadure, pour Hernan Gomez de Caceres. Rétabli en 1967 pour la princesse Maria-Pilar de Bourbon, née en 1936, actuelle duchesse.
- Villalba : duché créé entre 1458 et 1468 sur la municipalité de Villalba-de-los-Alcores, province de Valladolid, communauté de Castille-y-Leon, pour Inès de Guzman. Titre éteint en 1468 avec la 1re duchesse.
- Albuquerque : duché créé en 1464 sur la municipalité d'Alburquerque, province de Badajoz, communauté d'Estrémadure, pour Beltran de la Cueva. Titre porté depuis 1994 par le 19e duc Juan-Miguel Osorio, né en 1958, aussi duc d'Algete.
- Albe : duché créé en 1465 sur la municipalité d'Alba-de-Tormès, province de Salamanque, communauté de Castille-y-Leon, pour Garcia Alvarez de Toledo. Titre porté depuis 1955 par la 18e duchesse Maria-Cayetana Stuart-Fitz-James, née en 1926, aussi duchesse de Liria-y-Jerica et d'Olivares.
- Valencia-de-Don-Juan : duché créé en 1465 sur la municipalité de Valencia-de-Don-Juan, province de Leon, communauté de Castille-y-Leon, pour Juan de Acuna. Titre éteint en 1532 avec le 2e duc Enrique de Acuna.
- Castro-y-Palacios : duché créé en 1466 pour Inès de Guzman. Titre éteint en 1468 avec la 1re duchesse.
- Arevalo : duché créé en 1469 sur la municipalité d'Arevalo, province d'Avila, communauté de Castilley-Leon, pour Alvaro de Zuniga. Titre éteint en 1475 avec le 1er duc.
- Escalona : duché créé en 1472 sur la municipalité d'Escalona-del-Alberche, province de Tolède, communauté de Castille-La Mancha, pour Juan Pacheco. Titre porté depuis 1998 par le 22e duc Francisco de Soto, né en 1985, aussi duc de Frias.
- Huete : duché créé en 1474 sur la municipalité de Huete, province de Cuenca, communauté de Castille-La Mancha, pour Lope Vasquez de Acuna. Titre éteint en 1476 avec le 1er duc, puis rétabli en 1909 pour Alfonso de Bustos. Titre porté depuis 1997 par le 3e duc (depuis 1909) Alfonso-Antonio de Bustos.
- Toro : duché créé entre 1474 et 1504 sur la municipalité de Toro, province de Zamora, communauté de Castille-y-Leon, pour Maria de Tovar. Titre éteint en 1527 avec la 1re duchesse.
- Infantado (del) : duché créé en 1475 pour Diégo Hurtado de Mendoza. Titre porté depuis 1997 par le 19e duc Inigo de Arteaga, né en 1941.
- Plasencia : duché créé en 1476 sur la municipalité de Plasencia, province de Caceres, communauté d'Estrémadure, pour Alvaro de Zuniga. Titre porté depuis 1979 par la 20e duchesse Maria-Gracia de Solis-Beaumont, née en 1957.
- Medinaceli : duché créé en 1479 sur la municipalité de Medinaceli, province de Soria, communauté de Castille-y-Leon pour Luis de la Cerda. Titre vacant depuis le décès en 2013 de la 18e duchesse Victoria-Eugénia Fernandez de Cordoba, aussi duchesse d'Alcala-de-los-Gazules, de Camina, de Ciudad-Real, de Denia et de Tarifa.
- Cardona : duché créé en 1482 sur la municipalité de Cardona, province de Barcelone, communauté de Catalogne, pour Juan-Ramon de Cardona. Titre porté depuis 1998 par la 20e duchesse Casilda-Ghislaine Guerrero-Burgos, née en 1982.
- Najera : duché créé en 1482 sur la municipalité de Najera, province et communauté de La Rioja, pour Pedro Manrique de Lara. Titre porté depuis 2000 par le 30e duc Juan de Travesedo, né en 1949.
- Cadix : duché créé en 1484 sur la municipalité de Cadix, métropole de la province de Cadix et de la communauté d'Andalousie, pour Rodrigo Ponce de Leon et éteint en 1493 avec sa fille Francisca Ponce de Leon. Rétabli en 1820 pour le prince Francisco-de-Paule de Bourbon, infant d'Espagne et éteint en 1902 avec son fils le prince Francisco-d'Assise, ex roi-consort d'Espagne. Rétabli en 1905 pour le prince Ferdinand de Bavière (mort en 1958), puis en 1972 pour le prince Alfonso de Bourbon. Titre éteint en 1989 avec la mort de ce dernier prince.
- Bejar : duché créé en 1485 sur la municipalité de Bejar, province de Salamanque, communauté de Castille-y-Leon, pour Alvaro de Zuniga. Titre porté depuis 1979 par le 22e duc Pedro Roca de Togores, né en 1944.
- Roa : duché créé semble-t-il en 1492 pour Maria de Velasco.
- Frias : duché créé en 1492 sur la municipalité de Frias, province de Burgos, communauté de Castille-y-Leon pour Bernardino Fernandez de Velasco. Titre porté depuis 1999 par le 19e duc Francisco de Soto, né en 1985, aussi duc d'Escalona.
- Arcos : duché créé en 1493 sur la municipalité d'Arcos-de-la-Frontera, province de Cadix, communauté d'Andalousie, pour Rodrigo Ponce de Leon. Titre porté depuis 1973 par la 18e duchesse Angela-Maria de Solis-Beaumont, née en 1950.
- Santangelo : duché créé en 1497 pour Gonzalo Fernandez de Cordoba. Rétabli en 1918 pour Maria-Soledad Osorio de Moscoso. Titre porté depuis 1980 par le 5e duc Luis-Gonzague de Casanova, né en 1950.
- Montalto : duché créé en 1502 sur la commune de Montalto-Uffugo, province de Cosenza, région de Calabre, en Italie, pour Gonzalo Fernandez de Cordoba. Titre porté depuis 2004 par le 21e duc Ricardo de Bustos, né en 1931.
- Soma : duché créé en 1502 pour Ramon de Cardona. Titre porté depuis 1976 par le 17e duc José-Maria Ruiz de Bucesta, aussi duc de Medina-de-las-Torres.
- Terranova : duché créé en 1502 sur la commune de Terranova-Seppo-Hinulio, province de Reggio-de-Calabre, région de Calabre, en Italie, pour Gonzalo Fernandez de Cordoba. Titre éteint en 1578 avec le 3e duc Gonzalo Fernandez de Cordoba. Rétabli en 1893 pour Alfonso Osorio de Moscoso. Titre porté depuis 1985 par le 4e duc (depuis 1893) Gonzalo de la Cierva, né en 1961.
- Sessa : duché créé en 1505 sur la commune de Sessa-Aurunca, province de Caserte, région de Campanie, en Italie, pour Gonzalo Fernandez de Cordoba. Titre porté depuis 1975 par le 21e duc Gonzalo Baron, né en 1948.
- Andria : duché créé en 1507 sur la commune d'Andria, province de Bari, région des Pouilles, en Italie, pour Gonzalo Fernandez de Cordoba. Titre éteint en 1578 avec le 3e duc Gonzalo Fernandez de Cordoba. Rétabli en 1904 pour José-Alfonso de Bustos. Titre porté depuis 2010 par la 6e duchesse Maria-Teresa Roca de Togores, née en 1938.

### Duchés créés par les rois d'Aragon
- Gerone : duché créé en 1350 sur la municipalité de Gérone, métropole de la province de Gérone, communauté de Catalogne, pour le prince Juan d'Aragon, puis élevé en 1416 en principauté. Titre porté depuis 1977 par l'héritier de la Couronne d'Espagne, le prince Felipe de Bourbon, né en 1968, actuel roi d'Espagne Felipe VI, aussi duc de Montblanc.
- Montblanc : duché créé en 1387 sur la municipalité de Montblanc, province de Tarragone, communauté de Catalogne, pour le prince Martin d'Aragon. Titre devenu celui du prince héritier d'Aragon. Titre porté depuis 1996 par l'héritier de la couronne d'Espagne, le prince Felipe de Bourbon, né en 1968, actuel duc de Montblanc, aussi prince de Gerone.
- Gandia : duché créé en 1399 sur la municipalité de Gandia, province et communauté de Valence, pour le prince Alfonso d'Aragon. Titre éteint en 1461 avec le 5e duc, le prince héritier Carlos de Navarre, prince de Viane. Rétabli en 1483 pour Pedro-Luis de Borgia. Titre porté depuis 1952 (après rétablissement du titre) par la 19e duchesse Angela-Maria Téllez-Giron, née en 1925, aussi duchesse de Benavente et d'Osuna.
- Nemona : duché créé en 1461 pour le prince héritier Carlos de Navarre, prince de Viane. Titre éteint la même année en 1461 par la mort de ce prince.
- Segorbe : duché créé en 1476 sur la municipalité de Segorbe, province de Castellon, communauté de Valence, pour le prince Enrique d'Aragon. Titre porté depuis 1969 par le 19e duc Ignacio de Medina, né en 1947.
- Villahermosa : duché créé en 1476 sur la municipalité de Villahermosa-del-Rio, province de Castellon, communauté de Valence, pour le prince Alfonso d'Aragon. Titre porté depuis 1997 par le 19e duc Alvaro de Urzaiz, né en 1937.
- Hijar : duché créé en 1483 sur la municipalité de Hijar, province de Teruel, communauté d'Aragon, pour Juan Fernandez de Hijar. Titre porté depuis 2013 par le 18e duc Alfonso Martinez de Irujo, né en 1950.
- Aliaga : duché créé en 1487 sur la municipalité d'Aliaga, province de Teruel, communauté d'Aragon, pour Juan Fernandez de Hijar. Titre porté depuis 1954 par le 19e duc Alfonso Martinez de Irujo, né en 1950.
- Lécera : duché créé en 1493 sur la municipalité de Lécera, province de Saragosse, communauté d'Aragon, pour Juan Fernandez de Hijar. Titre porté depuis 2007 par la 19e duchesse Maria-Leticia de Silva-Mendoza, née en 1983.
- Luna : duché créé en 1495 sur la municipalité de Luna, province de Saragosse, communauté d'Aragon, pour le prince Juan d'Aragon. Titre éteint en 1663 avec la 6e duchesse Maria-Luisa d'Aragon. Rétabli en 1895 pour José-Antonio Azlor de Aragon. Titre vacant depuis le décès en 2013 du 9e duc Javier de Urzaiz.

### Duchés créés par les rois d'Espagne (maison de Habsbourg)
- Soria-et-Archi : duché créé en 1518 pour Guillaume de Croÿ. Titre éteint en 1533 avec le 2e duc Philippe de Croÿ.
- Maqueda : duché créé en 1529 sur la localité de Maqueda, province de Tolède, communauté de Castille-La Mancha, pour Diégo de Cardenas. Titre porté depuis 2011 par la 23e duchesse Maria-Pilar-Paloma de Casanova, née en 1947.
- Veragua : duché créé en 1537 sur la province de Veragua, capitainerie-générale du Guatemala, vice-royauté de Nouvelle-Grenade, aujourd'hui au Panama, pour Luis Colón. Titre porté depuis 1986 par le 19e duc Cristobal Colómb de Carvajal, né en 1949.
- Medina-de-Rioseco : duché créé en 1538 sur la municipalité de Medina-de-Rioseco, province de Valladolid, communauté de Castille-y-Leon, pour Fernando Enriquez de Castille. Titre porté depuis 1982 par la 21e duchesse Maria-Asuncion de Latorre, née en 1968.
- Bivona : duché créé en 1554 sur la commune de Bivona, province d'Agrigente, région de Sicile, en Italie, pour Pedro de Luna. Titre porté depuis 1956 par le 19e duc Manuel Falco, né en 1936, aussi duc de Fernan-Nunez.
- Francavilla : duché créé en 1555 pour Diégo Hurtado de Mendoza. Titre porté depuis 1966 par le 16e duc Jaime de Arteaga, né en 1942.
- Vega (la) : duché créé en 1557 sur la ville de Concepcion-de-la-Vega, audience d'Hispaniola, vice-royauté de Nouvelle-Espagne, aujourd'hui métropole de la province de la Vega, République Dominicaine, pour Luis Colon. Titre porté depuis 2011 par le 18e duc Angel-Santiago Colon de Mandaluniz.
- Alcala-de-los-Gazules : duché créé en 1558 sur la municipalité d'Alcala-de-los-Gazules, province de Cadix, communauté d'Andalousie, pour Perafan Enriquez de Ribera. Titre vacant depuis le décès en 2013 de la 16e duchesse Victoria-Eugénia Fernandez de Cordoba, aussi duchesse de Medinaceli, de Camina, de Ciudad-Real, de Denia et de Tarifa.
- Osuna : duché créé en 1562 sur la municipalité d'Osuna, province de Séville, communauté d'Andalousie, pour Pedro Tellez-Giron. Titre porté depuis 1931 par la 16e duchesse Angela-Maria Téllez-Giron, née en 1925, aussi duchesse de Gandia et de Benevente.
- Huescar : duché créé en 1563 sur la municipalité de Huescar, province de Grenade, communauté d'Andalousie, pour Fadrique Alvarez de Toledo. Titre porté depuis 1954 par le 17e duc Carlos-Juan Stuart-Fitz-James de Martinez de Irujo, né en 1948.
- Baena : duché créé en 1566 sur la municipalité de Baena, province de Cordoue, communauté d'Andalousie, pour Gonzalo Fernandez de Cordoba. Titre porté depuis 2005 par la 18e duchesse Maria-Cristina Ruiz de Arana, née en 1968, aussi duchesse de Sanlucar-la-Mayor.
- Feria : duché créé en 1567 sur la municipalité de Feria, province de Badajoz, communauté d'Estrémadure, pour Gomez Suarez de Figueroa. Titre porté depuis 2002 par le 20e duc Rafaël de Medina, né en 1978.
- Estremera : duché créé en 1568 sur la municipalité d'Estremera, province et communauté de Madrid, pour Rodrigo Gomez de Silva. Titre porté depuis 1973 par la 15e duchesse Maria-Asuncion de Bustos, née en 1946.
- Fernandina : duché créé en 1569 sur la commune de Ferrandina, province de Matera, région du Basilicate, en Italie, pour Garcia Alvarez de Toledo. Titre vacant depuis 2012 après que la 16e duchesse Maria-Pilar Gonzalez de Gregorio, née en 1957, en soit déchue.
- Pastrana : duché créé en 1573 sur ma municipalité de Pastrana, province de Guadalajara, communauté de Castille-La Mancha, pour Rodrigo Gomez de Silva. Titre porté depuis 2001 par le 16e duc José-Maria de la Blanca-Finat, né en 1932.
- Acerenza : duché créé en 1593 sur la commune d'Acerenza, province de Potenza, région du Basilicate, en Italie, pour Cosimo Pinelli. Titre porté depuis 1982 par la 17e duchesse Francesca-Paola Granito-Pignatelli, née en 1973.
- Lerma : duché créé en 1599 sur la municipalité de Lerma, province de Burgos, communauté de Castille-y-Leon, pour Francisco Gomez de Sandoval. Titre porté depuis 2000 par le 17e duc Fernando Larios, né en 1943.
- Cea : duché créé en 1604 sur la municipalité de Cea, province de Leon, communauté de Castille-y-Leon, pour Cristobal Gomez de Sandoval. Titre éteint en 1737 avec le 6e duc Juan Gomez de Silva
- Mandas-y-Villanueva : duché créé en 1604 sur les communes de Mandas et de Villanova-Tulo, province de Cagliari, en Sardaigne, pour Pedro Maza de Lizana. Titre porté depuis 2002 par le 17e duc Ricardo-Ignacio de la Huerta, né en 1944.
- Laurenzana : duché créé en 1606 sur la commune de Laurenzana, province de Potenza, région du Basilicate, en Italie, pour Alfonso Gaetani de Aragona. Titre porté depuis 2013 par le 15e duc Bonifacio Gaetani dell'Aquila d'Aragona, né en 1950.
- Taurisano : duché créé en 1607 sur la commune de Taurisano, province de Lecce, région des Pouilles, en Italie, pour Francisco de Castro de Portugal. Titre éteint en 1772 avec la 6e duchesse Rosa-Maria de Castro de Portugal.
- Penaranda-de-Duero : duché créé en 1608 sur la municipalité de Penaranada-de-Duero, province de Burgos, communauté de Castille-y-Leon, pour Juan Lopez de Zuniga. Titre porté depuis 1971 par le 18e duc Jacobo-Hernando Stuart-Fitz-James, né en 1947, aussi duc de la Roca et duc de Berwick (selon la règle de succession britannique à ce dernier duché).
- Uceda : duché créé en 1610 sur la municipalité d'Uceda, province de Guadalajara, communauté de Castille-La Mancha, pour Cristobal Gomez de Sandoval. Titre porté depuis 1982 par la 15e duchesse Maria-Pilar de Latorre, née en 1965.
- Castel-de-Sangro : duché créé en 1611 sur la commune de Castel-di-Sangro, province d'Aquila, région des Abruzzes, en Italie, pour Isabella Caracciolo-Pisquizi. Titre porté depuis 1979 par le 17e duc Ferrante Giudice-Caracciolo, né en 1933.
- Sesto : duché créé en 1612 sur la commune de Sesto, province de Bolzano, région du Trentin-Haut-Adige, en Italie, pour Ambrosio Spinola. Titre éteint en 1994 avec le 11e duc Beltran-Alfonso Osorio.
- Ciudad-Real : duché créé en 1613 sur la commune de Cittareale, province de Rieti, région du Latium, en Italie, pour Alonso de Idiaquez. Titre vacant depuis le décès en 2013 de la 13e duchesse Victoria-Eugénia Fernandez de Cordoba, aussi duchesse Medinaceli, d'Alcala-de-los-Gazules, de Camina, de Denia et de Tarifa.
- Olivares : duché créé en 1621 pour Gaspar de Guzman. Titre porté depuis 1955 par la 13e duchesse Maria-Cayetana Stuart-Fitz-James, née en 1926, aussi duchesse d'Albe-de-Tormes, d'Arjona, de Liria-y-Jerica et de Hijar.
- San-Pedro-de-Galatino : duché créé en 1621 sur la commune de San-Pietro-in-Galatina, aujourd'hui Galatina, province de Lecce, région des Pouilles, en Italie, pour Juan-Bautista Spinola. Titre porté depuis 1983 par la 10e duchesse Teresa de Medinilla.
- Camastra : duché créé en 1625 sur la commune de Camastra, province d'Agrigente, en Sicile, pour Giacomo Lucchesi. Titre porté depuis 1995 par le 16e duc Pietro Lanza-Branciforte, né en 1942.
- Medina-de-las-Torres : duché créé en 1625 sur la municipalité de Medina-de-las-Torres, province de Badajoz, communauté d'Estrémadure, pour Maria de Guzman. Titre porté depuis 1980 par le 13e duc José-Maria Ruiz de Bucesta, aussi duc de Soma.
- Parque (del) : duché créé en 1625 pour Giuseppe Alliata. Titre porté depuis 2006 par la 15e duchesse Maria-Rosa Osorio, née en 1978.
- Sanlucar-la-Mayor : duché créé en 1625 sur la municipalité de Sanlucar-la-Mayor, province de Séville, communauté d'Andalousie, pour Gaspar de Guzman. Titre porté depuis 2000 par la 18e duchesse Maria-Cristina Ruiz de Arana, née en 1968, aussi duchesse de Baena.
- Sabiote : duché créé en 1626 sur la municipalité de Sabiote, province de Jaén, communauté d'Andalousie, pour Diégo Sarmiento de los Cobos. Titre éteint en 1668 avec le 2e duc Manuel Sarmiento de los Cobos.
- Monforte : duché créé en 1628 sur la commune de Monforte-San-Giorgio, province de Messine, en Sicile, pour Giuseppe Moncada. Titre porté depuis 2003 par le 15e duc Giovanni-Eugénio Moncada, né en 1954.
- Lucera : duché créé en 1635 sur la commune de Lucera, province de Foggia, région des Pouilles, en Italie, pour Matias Gallas de Campo. Titre éteint en 1647 avec le 1er duc.
- San-Juan : duché créé en 1640 pour Ignacio Moncada de la Cierva. Titre éteint en 1763 avec le 4e duc Francisco Moncada de la Cierva.
- Camiña : duché d'origine portugaise (voir Portugal : duché de Caminha) devenu espagnol en 1641 avec Maria-Brites de Menezes. Titre vacant depuis le décès en 2013 de la 13e duchesse (depuis que le titre est devenu espagnol) Victoria-Eugénia Fernandez de Cordoba, aussi duchesse de Medinaceli, d'Alcala-de-los-Gazules, de Ciudad-Real, de Denia et de Tarifa.
- Abrantès : duché créé en 1642 sur la paroisse d'Abrantès, district de Santarem, province du Ribatejo, au Portugal, pour Alfonso de Lancastre. Titre porté depuis 1997 par le 15e duc José-Manuel de Zuleta de Reales, né en 1960.
- Amalfi : duché créé en 1642 pour Octavio Piccolomini d'Aragona. Titre éteint en 1656 avec le 1er duc, puis rétabli en 1902 pour Fulgencio Fuster. Titre porté depuis 2004 par le 7e duc Inigo Seoane.
- Palata (la) : duché créé en 1646 sur la commune de Palata, province de Campobasso, région du Molise, en Italie, pour Francesco Toraldo de Aragona. Titre porté depuis 1989 par le 12e duc Alfonso de Urzaiz, né en 1944.
- Montoro : duché créé en 1660 sur la municipalité de Montoro, province de Cordoue, communauté d'Andalousie, pour Luis de Haro. Titre porté depuis 1994 par la 13e duchesse Maria-Eugénia Martinez de Irujo, née en 1968.
- Liñares : duché créé en 1667 sur la municipalité de Liñares, province de Jaén, communauté d'Andalousie, pour Miguel de Noronha. Titre porté depuis 1999 par le 16e duc Alvaro de Zuleta de Reales, né en 1969.
- Hornes : duché créé en 1677 pour Eugenio-Massimiliano de Hornes. Titre éteint en 1763 avec le 3e duc Massimiliano-Manuel de Hornes.
- Aveyro : duché d'origine portugaise (voir Portugal : duché d'Aveiro) devenu espagnol en 1681 pour Maria-Guadalupe de Lancastre. Titre éteint en 1745 avec le 2e duc Gabriel Ponce de Leon. Rétabli en 1917 pour Luis-Maria de Carvajal. Titre porté depuis 1965 par le 5e duc Luis-Jaime de Carvajal, né en 1942.
- Ceri : duché créé en 1696 pour Livio Odescalchi. Titre éteint en 1713 avec le 1er duc.
- Almazan : duché créé en 1698 sur le lieu de Villanueva-de-Almazan, municipalité de Maella, province de Saragosse, communauté d'Aragon, pour Bernardo Abarca de Bolea. Titre porté depuis 2013 par la 13e duchesse Maria-Cayetana Stuart-Fitz-James, née en 1926, aussi duchesse d'Albe.
- Baños (1er du nom): duché créé en 1699 pour Gabriel Ponce de Leon, dit Gabriel de Lencastre, duc d'Aveiro. Titre éteint en 1780 avec le 2e duc Antonio Ponce de Leon. Rétabli en 1985 pour la 3e duchesse Maria-Pilar-Paloma de Casanova, née en 1947, puis titre redevenu vacant depuis 2011 après que la 3e duchesse en soit déchue.

### Duchés créés par les rois d'Espagne (maison de Bourbon)
- Sotomayor : duché créé en 1703 sur la municipalité de Sotomayor, province de Pontevedra, communauté de Galice, pour Fernando Alvarez de Sotomayor. Titre porté depuis 2012 par le 12e duc Carlos Martinez de Irujo, né en 1948.
- Doudeauville : duché créé en 1703 pour Victor-Marie d'Estrées. Titre éteint en 1737 avec le 1er duc. Rétabli en 1782 pour Ambroise-Polycarpe de La Rochefoucauld, de par son mariage en 1774 avec Bégnigne de Louvois. Titre éteint en 1908 avec le 5e duc Sosthènes II de La Rochefoucauld.
- Atrisco : duché créé en 1704 sur la municipalité d'Atlixco, capitainerie-générale de Mexico, vice-royauté de Nouvelle-Espagne, aujourd'hui État de Puebla, au Mexique, pour José Sarmiento de Valladares. Titre porté depuis 2004 par la 13e duchesse Adélaïda Baron, née en 1977.
- Montellano : duché créé en 1705 sur la municipalité de Montellano, province de Séville, communauté d'Andalousie, pour José de Solis. Titre porté depuis 1976 par la 10e duchesse Carla-Pia Falco, née en 1957.
- Croÿ : duché d'origine Française (voir Duché de Croÿ) créé sur la commune de Croÿ, aujourd'hui Crouy-Saint-Pierre, canton de Picquigny, arrondissement d'Amiens, province de Picardie, en France puis re-créé comme Duché Espagnol en 1706 pour Ferdinand de Croÿ. Titre éteint en 1767 avec le 2e duc Ferdinand-Gaston de Croÿ.
- Liria-y-Jerica : duché créé en 1707 sur la municipalité de Liria, province et communauté de Valence et sur la municipalité de Jerica, province de Castellon, communauté de Valence, pour James Stuart-Fitz-James. Titre porté depuis 1955 par la 11e duchesse Maria-Cayetana Stuart-Fitz-James, née en 1926, aussi duchesse d'Albe et d'Olivares.
- Arco (del) : duché créé en 1715 sur le lieu del Arco, municipalité de Canaveral, province de Caceres, communauté d'Estrémadure, pour Alonso Manrique de Lara. Titre porté depuis 1958 par la 8e duchesse Maria-Mercédès Falco, née en 1932.
- Solferino : duché créé en 1717 sur la commune de Solferino, province de Mantoue, région de Lombardie, en Italie, pour Francisco de Gonzague. Titre porté depuis 1972 par le 13e duc Carlos-Luis de Llanza, né en 1939.
- Bournonville : duché d'origine Française (voir Duché de Bournonville), créé sur la commune de Bournonville, canton de Desvres, arrondissement de Boulogne-sur-Mer, province du Boulonnais, en France puis re-créé en 1717 pour Michel-Joseph de Bournonville. Titre porté depuis 1977 par le 15e duc Alvaro de Silva-Mendoza, né en 1949.
- Santo-Gémini : duché créé en 1724 pour Alessandro Lante-Montefeltro della Rovère. Titre éteint en 1732 avec le 1er duc.
- Arion : duché créé en 1725 sur la municipalité de Casasola-de-Arion, province de Valladolid, communauté de Castille-y-Leon, pour Baltasar de Zuniga. Titre vacant depuis le décès en 2013 du 9e duc Gonzalo-Alfonso Fernandez de Cordoba, aussi duc de Canovas-del-Castillo.
- Ripperda : duché créé en 1726 pour Juan-Guillermo de Ripperda. Titre éteint en 1732 avec le 1er duc.
- Algete : duché créé 1728 sur la municipalité d'Algete, province et communauté de Madrid, pour Cristobal de Moscoso. Titre porté depuis 1994 par le 9e duc Juan-Miguel Osorio, né en 1958, aussi duc d'Albuquerque.
- Granada-de-Ega : duché créé en 1729 pour Juan de Idiaquez. Titre porté depuis 1990 par le 9e duc Juan-Alfonso Martos, né en 1942.
- Montemar : duché créé en 1734 sur la municipalité de Montemar, intendance d'Arequipa, vice-royauté du Pérou, aujourd'hui département d'Arequipa, au Pérou, pour José Carillo de Albornoz. Titre porté depuis 1987 par la 11e duchesse Tatiana Osorio de Moscoso, née en 1972.
- Santisteban-del-Puerto : duché créé en 1738 sur la municipalité de Santisteban-del-Puerto, province de Jaén, communauté d'Andalousie, pour Manuel de Benavides. Titre porté depuis 2011 par la 10e duchesse Victoria de Medina, née en 1986.
- Santo-Buono : duché créé en 1739 pour Giovanni-Antonio Caracciolo-Pisquizi. Titre éteint en 1766 avec le 1er duc. Rétabli en 1958 pour Maria-Piedad Caro. Titre porté depuis 1996 par 3e duc (après rétablissement du titre) Juan-Pedro del Alcazar, né en 1956.
- Caylus : duché créé en 1742 sur la commune de Caylus, canton de Caylus, arrondissement de Montauban, province du Bas-Quercy, en France, pour Claude-Abraham de Tubières de Grimoard (es). Transféré dans la maison de Lignerac puis en 1893 dans la maison de Rougé. Titre éteint en 1997 avec la 7e duchesse Jeanne de Rous de la Mazelière, fille de Marie-Antoinette de Rougé, 6e duchesse de Caylus.
- Mouchy : duché créé en 1747 sur la commune de Mouchy, aujourd'hui Mouchy-le-Châtel, canton de Noailles, arrondissement de Beauvais, province du Beauvaisis, en France, pour Philippe de Noailles. Titre porté depuis 2011 par le 9e duc Antoine de Noailles, né en 1950.
- Losada : duché créé en 1760 sur le lieu de Losada, municipalité de Bembibre, province de Leon, communauté de Castille-y-Leon, pour José Fernandez de Miranda. Titre éteint en 1783 avec le 1er duc.
- Buzancais : duché créé en 1765 sur la commune de Buzançais, canton de Buzançais, arrondissement de Châteauroux, province du Bas-Berry, en France, pour Charles-Paul-François de Beauvillier. Titre éteint en 1828 avec le 1er duc.
- Grimaldi : duché créé en 1772 pour Pablo-Géronimo Grimaldi. Titre éteint après 1789 avec la 2e duchesse Francisca-Maria Grimaldi. Rétabli en 1927 pour Maria-Rosario Patino. Titre porté depuis 2000 par le 6e duc José-Joaquin Marquez, né en 1978.
- Almodovar-del-Rio : duché créé en 1780 sur la municipalité d'Almodovar-del-Rio, province de Cordoue, communauté d'Andalousie, pour Pedro-Francisco Suarez de Gongora. Titre porté depuis 2013 par le 15e duc Alfonso de Hoyos, née en 1975.
- San-Carlos : duché créé en 1780 pour Fermin-Francisco de Carvajal. Titre porté depuis 1988 par le 6e duc Alvaro Fernandez-Villaverde, né en 1943, aussi duc de Santo-Mauro.
- Gravina : duché créé en 1780 pour Federico-Carlo Gravina. Titre éteint en 1806 avec le 1er duc.
- Mahon : duché créé en 1782 sur la municipalité de Mahon, métropole de l'île de Minorque, communauté des Baléares, pour Louis Berton des Balbes. Titre éteint en 1898 avec la 7e duchesse Marie-Antoinette Berton des Balbes. Sa succession correspond aujourd'hui a la maison du Laurens d'Oizelay, qui n'a pourtant jamais réclamé le rétablissement du titre en sa faveur.
- Céreste : duché créé en 1784 sur la commune de Céreste, canton de Reillanne, arrondissement de Forcalquier, province de Haute-Provence, en France, pour Louis-Paul de Brancas. Titre éteint dans les mâles en 1852 avec le 3e duc Louis-Buffile de Brancas, sa succession correspond aujourd'hui au Marquis de Sinety, qui na pas réclamer le rétablissement du titre en sa faveur.
- Alcudia (la) : duché créé en 1792 sur la municipalité de la Alcudia, province et communauté de Valence, pour Manuel de Godoy. Titre porté depuis 2016 par le 6e duc Luis-Carlos Ruspoli, né en 1963, aussi duc de Sueca.
- Roca (la) : duché créé en 1793 pour Vicente-Maria Vera de Aragon. Titre porté depuis 1983 par le 8e duc Jacobo-Hernando Stuart-Fitz-James, né en 1947, aussi duc de Penaranda-de-Duero.
- Rivas : duché créé en 1793 sur le lieu de Rivas-de-Tereso, municipalité de San-Vincente-de-la-Sonsierra, province et communauté de La Rioja, pour Juan-Martin de Saavedra. Titre porté depuis 2005 par le 7e duc José Sainz, né en 1959.
- San-Lorenzo-de-Valhermoso : duché créé en 1794 pour Lorenzo-Tadeo Fernandez de Villavicencio. Titre porté depuis 2006 par la 8e duchesse Maria-Cristina Osorio, née en 1975.
- Lancastre : duché créé en 1799 pour Agustin de Lancastre. Titre éteint en 1804 avec le 2e duc Ignacio de Lancastre.
- Gor : duché créé en 1802 sur la municipalité de Gor, province de Grenade, communauté d'Andalousie, pour Nicolas-Maurizio Alvarez de Bohorquez. Titre porté depuis 1963 par le 6e duc Mauricio Alvarez de Bohorques, né en 1933.
- Sedavi : duché créé en 1802 sur la municipalité de Sedavi, province et communauté de Valence, pour Antonio-Severino de Barradas. Titre éteint en 1868 avec le 2e duc Antonio-Miguel de Barradas.
- Sueca : duché créé en 1803 sur la municipalité de Sueca, province et communauté de Valence, pour Manuel de Godoy. Titre porté depuis 2016 par le 6e duc Luis-Carlos Ruspoli, né en 1963, aussi duc de la Alcudia.
- Tamames : duché créé en 1805 sur la municipalité de Tamames, province de Salamanque, communauté de Castille-y-Leon, pour Antonio-Maria Mesia del Barco. Titre porté depuis 1976 par le 8e duc José-Luis Mesia del Barco, né en 1941, aussi duc de Galisteo.
- Almodovar-del-Campo : duché créé en 1807 sur la municipalité d'Almodovar-del-Campo, province de Ciudad-Real, communauté de Castille-La Mancha, pour Diégo de Godoy. Titre éteint en 1841 avec le 1er duc.

### Duchés créés par Joseph-NapoléonIer(maison Bonaparte)
- Campo-Alange : duché créé en 1808 sur la municipalité d'Alange, province de Badajoz, communauté d'Estrémadure, pour Manuel-Hilario de Negrete y Adorno. Titre éteint en 1818 avec le 1er duc.
- Santa-Fé : duché créé en 1808 pour Miguel-José de Azanza. Titre éteint en 1826 avec le 1er duc.
- Cotadilla : duché créé en 1809 pour Francisco-Javier de Negrete y Adorno. Titre éteint en 1827 avec le 1er duc.

### Duchés créés par Ferdinand VII et Isabelle II (maison de Bourbon)
- Ciudad-Rodrigo : duché créé en 1812 sur la municipalité de Ciudad-Rodrigo, province de Salamanque, communauté de Castille-y-Leon, pour Arthur Wellesley, duc de Wellington en Grande-Bretagne. Titre porté depuis 2010 par le 10e duc Arthur-Charles Wellesley, né en 1945 héritier du duché de Wellington, en Grande-Bretagne.
- Elvas : duché créé en 1812 sur la paroisse d'Elvas, district de Portalegre, province du Haut-Alentejo, au Portugal, pour William Carr-Beresford. Titre éteint en 1854 avec le 1er duc.
- Alagon : duché créé en 1814 sur la municipalité d'Alagon, province de Saragosse, communauté d'Aragon, pour Francisco-Ramon Fernandez de Cordoba. Titre éteint en 1841 avec le 1er duc.
- Saint-Simon : duché créé en 1814 pour Claude-Anne de Rouvroy. Titre éteint en 1865 avec le 2e duc Victor de Rouvroy.
- Salinas-de-Rosio : duché créé en 1814 sur la municipalité de Salinas-de-Rosio, province de Burgos, communauté de Castille-y-Leon, pour Hilario-Tomas de Villamor. Titre porté depuis 2008 par le 7e duc Rodrigo de Villamor, né en 1971.
- San-Fernando-de-Quiroga : duché créé en 1815 pour Joaquin-José Melgarejo. Titre porté depuis 2001 par le 8e duc Rafaël-Ignacio Melgarejo, né en 1979.
- San Fernando Luis : duché créé en 1816 pour Anne Adrien Pierre de Montmorency-Laval. Titre porté depuis 1985 par le 7e duc Antoine de Lévis-Mirepoix, né en 1942.
- Fernan-Nunez : duché créé en 1817 sur la municipalité de Fernan-Nunez, province de Cordoue, communauté d'Andalousie, pour Carlos-José Gutierrez de los Rios. Titre porté depuis 1956 par le 6e duc duc Manuel Falco, né en 1936, aussi duc de Bivona.
- Almenara-Alta : duché créé en 1819 sur le lieu d'Almenara-Alta, municipalité d'Agramunt, province de Lérida, communauté de Catalogne, pour Juan-Antonio de Fivaller de Clasquerri. Titre porté depuis 1951 par la 8e duchesse Maria-Soledad de Martorell, née en 1924.
- Séville : duché créé en 1823 sur la municipalité de Séville, métropole de la province de Séville et de la communauté d'Andalousie, pour le prince Enrique de Bourbon. Titre porté depuis 1968 par le 5e duc, le prince Francisco-de-Paule de Bourbon, né en 1943.
- Castro-Terreno : duché créé en 1825 sur la municipalité de Castro-Terreno, province de Zamora, communauté de Castille-y-Leon, pour Prudencio Guadalfajara. Titre porté depuis 2010 par la 9e duchesse Ana Sanchez-Navarro, née en 1972.
- Nemi : duché d'origine Romaine (Pontificale) créé sur la commune de Nemi, province de Rome, région du Latium, en Italie puis re-créé comme Duché Espagnol en 1828 pour le 2e duc Romain Pio Braschi-Onesti. Titre porté depuis 1991 par le 4e duc (5e duc Romain) Giovanni-Angelo Theodoli-Braschi, né en 1942.
- Noblejas : duché créé en 1829 sur la municipalité de Noblejas, province de Tolède, communauté de Castille-La Mancha, pour Mariano de Chaves. Titre porté depuis 1987 par le 6e duc Antonio de Egana.
- Santa-Cristina : duché créé en 1830 sur la commune de Santa-Cristina-d'Aspromonte, province de Reggio-de-Calabre, région de Calabre, en Italie, pour Fulco-Giordano Ruffo di Calabria. Titre porté depuis 1999 par le 6e duc Miguel Marquez, né en 1947.
- Almazan-de-Saint-Priest : duché créé en 1830 pour Emmanuel Louis Marie Guignard de Saint-Priest. Titre éteint dans la famille de Saint-Priest en 1894 avec le 2e duc, puis rétabli en 1993 pour Louis-Boniface de Castellane. Titre porté depuis 1998 par la 3e duchesse Béatrice-Marguerite de Castellane, née en 1944.
- Mothe-Houdancourt (la): duché créé en 1830 pour Olivier-Louis de Walsh-Serrant. à la mort en 1940 de la 3e duchesse Elisabeth de Cossé-Brissac, la succession est réclamée par le Marquis de Walsh Serrant.
- Bailen : duché créé en 1833 sur la municipalité de Bailen, province de Jaén, communauté d'Andalousie, pour Francisco-Javier Castanos. Titre vacant depuis 2013 par le décès du 6e duc Juan-Manuel Cavero de Carondelet.
- Saragosse : duché créé en 1834 sur la municipalité de Saragosse, métropole de la province et de la région d'Aragon, pour José Rebolledo de Palafox. Titre porté depuis 1991 par le 5e duc Manuel Alvarez de Toledo, né en 1937.
- Ahumada : duché créé en 1835 pour Pedro-Agustin Giron. Titre porté depuis 1973 par le 6e duc Francisco-Javier Chico de Guzman, né en 1944.
- Victoria (la) : duché créé en 1839 pour Joaquin-Baldomero Espartero. Titre porté depuis 2011 par le 6e duc Pablo Montesino-Espartero.
- Morella : duché créé en 1840 sur la municipalité de Morella, province de Castellon, communauté de Valence, pour Joaquin-Baldomero Espartero. Titre éteint en 1879 avec le 1er duc.
- Riansares : duché créé en 1844 pour Juan-Agustin Munoz. Titre porté depuis 2009 par la 6e duchesse Maria-Consolacion Munoz, née en 1948.
- Santa-Isabel : duché créé en 1846 pour François-Paul Bresson. Titre éteint en 1863 avec le 1er duc.
- Conquista (la) : duché créé en 1847 en Espagne pour José-Maria de Villaroel. Titre porté depuis 1987 par le 6e duc Alfonso de Egana, né en 1930.
- Valence : duché créé en 1847 sur la municipalité de Valence, métropole de la province et de la communauté de Valence, pour Ramon-Maria de Narvaez. Titre porté depuis 2006 par le 6e duc Juan-José de Narvaez-Diaz, né en 1948.
- Tarancon : duché créé en 1847 sur la municipalité de Tarancon, province de Cuenca, communauté de Castille-La Mancha, pour Agustin-Maria Munoz. Titre porté depuis 2012 par le 7e duc Juan-José Parra-Villate, né en 1948.
- Union-de-Cuba (la) : duché créé en 1847 sur la municipalité de Bayamo, métropole de la province de Granma, à Cuba, pour Miguel Tacón y Rosique (es). Titre porté depuis 1983 par la 6e duchesse Rocio-Régina Bernaldo de Quiros, née en 1969.
- Sevillano : duché créé en 1854 pour Juan de Mata-Sevillano. Titre éteint en 1916 avec la 4e duchesse Maria-Dominga Desmaisières.
- T'Serclaes : duché créé en 1856 pour José-Maria Pérez de Guzman. Titre porté depuis 2001 par le 5e duc José-Maria Pérez de Guzman, né en 1945.
- San-Miguel (1er du nom) : duché créé en 1857 pour Evaristo San Miguel. Titre éteint en 1862 avec le 1er duc.
- Castro-Enriquez : duché créé en 1858 sur la municipalité de Castro-Enriquez, province de Salamanque, communauté de Castille-y-Leon, pour Maria-Cruz Alvarez-Yanaez. Titre porté depuis 1952 par le 5e duc Inigo de Arrospide, né en 1935.
- Regla : duché créé en 1859 sur le lieu de Regla, municipalité de Chipiona, province de Cadix, communauté d'Andalousie, pour Juan-Nepomuceno Romero de Terreros. Titre porté depuis 1996 par le 6e duc Justo Fernandez del Valle, né en 1962.
- Ripalda : duché créé en 1859 pour Salvador Bermudez de Castro. Titre éteint en 1946 avec le 2e duc Salvador Bermudez de Castro.
- Tetouan : duché créé en 1860 sur la municipalité de Tétouan, protectorat du Maroc Espagnol, aujourd'hui commune et chef-lieu de la province de Tétouan, au Maroc, pour Léopoldo O'Donnell. Titre porté depuis 2005 par le 7e duc Hugo-José O'Donnell, né en 1948.
- Torre (la) : duché créé en 1862 pour Francisco Serrano. Titre porté depuis 2001 par le 5e duc Carlos Martinez de Campos.
- San-Ricardo : duché créé en 1864 pour le prince Ricardo de Bourbon. Titre éteint en 1872 avec le 1er duc.
- Moctezuma : duché créé en 1865 pour Antonio-Maria de Moctezuma, descendant de l'ancienne Famille royale Aztèque, qui a pris à partir de 1992 le nom de duché de Moctezuma-de-Tultengo. Titre porté depuis 2014 par le 6e duc Juan-José Marcilla de Teruel, né en 1958.
- Brancas : duché créé en 1866 pour Ferdinand de Hibon. Titre éteint en 1897 dans les mâles avec le 2e duc Henri-Marie de Hibon.Le successeur actuel est le Marquis de Sinety.

### Duché créé par Francisco Serrano, régent du royaume d'Espagne
- Hornachuelos : duché créé en 1868 sur la municipalité de Hornachuelos, province de Cordoue, communauté d'Andalousie, pour José-Ramon de Hoces. Titre porté depuis 2004 par le 5e duc José-Ramon de Hoces, né en 1948.

### Duchés créés parCharles V(maison de Bourbon)
- Confianza (la) : duché carliste créé en 1834 pour José Maria de Orbe.
- Victoria-de-la-Amezcoas (la) : duché carliste créé en 1836 pour Tomas de Zumalacarregui. Rétabli et régulariser en 1954 sous Franco pour José-Maria de Oraa. Titre porté depuis 1984 par le 3e duc (après régularisation) Francisco-Javier de Oraa, né en 1935.

### Duchés créés par AmédéeIer(maison de Savoie)
- Almodovar-del-Valle : duché créé en 1871 pour Eloisa Martel. Titre porté depuis 1981 par le 4e duc Alfonso Martel, né en 1951.
- Castillejos (los) : duché créé en 1871 sur la municipalité de los Castillejos, protectorat du Maroc Espagnol, aujourd'hui commune de Fdinek, province de Tétouan, au Maroc, pour Juan Prim. Titre porté depuis 2012 par la 5e duchesse Blanca Muntadas-Prim.
- Prim : duché créé en 1871 pour Francisca Agüero. Titre porté depuis 1983 par le 4e duc Luis Muntadas-Prim, né en 1939.

### Duchés créés parCharles VII(maison de Bourbon)
- Maestrazgo : duché carliste créé en  pour Ramon Cabrera, régulariser en  durant le règne d'Alphonse XII. Titre éteint en  avec le 1er duc.
- Elio : duché carliste créé en  pour Joaquin Elio Ezpeleta. Rétabli et régularisé en  sous Franco pour Maria-Inès de Gaztelu, épouse Elio. Titre porté depuis  par le 2e duc (après régularisation du titre) Francisco-Javier Elio, né en .

### Duchés créés par Alphonse XII et Alphonse XIII (maison de Bourbon)
- Banos (2e du nom) : duché créé en 1875 pour Antonio-José Ramos de Menesès. Titre éteint en 1882 avec le 1er duc.
- Santona : duché créé en 1875 sur la municipalité de Santona, province et communauté de Cantabrie, pour Juan-Manuel Manzanedo. Titre porté depuis 1969 par le 5e duc Juan-Manuel de Mitjans, né en 1951.
- Vista-Alegre : duché créé en 1876 pour le prince François-Auguste Czartoryski. Titre porté depuis 2007 par le 4e duc Fernando Sanchez de Toca, né en 1967.
- Vistahermosa : duché créé en 1879 pour Angel-Garcia Arista de Loygorri. Titre porté depuis 2010 par le 5e duc Cristobal-Garcia Arista de Loygorri, né en 1940.
- Denia : duché créé en 1881 sur la municipalité de Denia, province d'Alicante, communauté de Valence, pour Angela-Maria Pérez de Barradas. Titre vacant depuis le décès en 2013 de la 4e duchesse Victoria-Eugénia Fernandez de Cordoba, aussi duchesse de Medinaceli, d'Alcala-de-los-Gazules, de Ciudad-Real et de Tarifa.
- Tarifa : duché créé en 1881 sur la municipalité de Tarifa, province de Cadix, communauté d'Andalousie, pour Angela-Maria Pérez de Barradas. Titre vacant depuis le décès en 2013 de la 4e duchesse Victoria-Eugénia Fernandez de Cordoba, aussi duchesse Medinaceli, d'Alcala-de-los-Gazules, de Ciudad-Real et de Denia.
- Marchena : duché créé en 1885 sur la municipalité de Marchena, province de Séville, communauté d'Andalousie, pour le prince Francisco de Bourbon. Titre porté depuis 2000 par le 4e duc Juan-Jaime Waldford, né en 1941.
- Durcal : duché créé en 1885 sur la municipalité de Durcal, province de Grenade, communauté d'Andalousie, pour le prince Pedro de Bourbon. Titre porté depuis 2003 par la 4e duchesse Maria-Cristina Patino, née en 1932.
- Ansola : duché créé en 1886 pour le prince Luis de Bourbon. Titre porté depuis 1999 par la 5e duchesse Maria-Cécilia Waldford, née en 1940.
- Vigo : duché créé en 1886 pour Manuel Baqueiro-Boulhosa.
- Santo-Mauro : duché créé en 1890 pour Mariano Fernandez de Henestrosa. Titre porté depuis 2009 par le 5e duc Alvaro Fernandez-Villaverde, né en 1943, aussi duc de San-Carlos.
- Seo-de-Urgel : duché créé en 1891 sur la municipalité de Seo-de-Urgel, province de Lérida, communauté de Catalogne, pour Ramon Martinez de Campos. Titre porté depuis 1996 par le 4e duc Arsenio Vilallonga, né en 1948.
- Estrées : duché créé en 1892 pour Charles de La Rochefoucauld-Doudeauville. Titre éteint en 1995 avec le 3e duc Armand de La Rochefoucauld, aussi duc de Doudeauville, en France.
- Monteleon : duché d'origine Napolitaine créé sur la commune de Monteleone-di-Puglia, province de Foggia, région des Pouilles, en Italie puis re-créé comme Duché Espagnol en 1893 pour Maria-Rosario Pérez de Barradas. Titre porté depuis 1996 par le 5e duc José-Maria Pignatelli d'Aragona, né en 1959.
- Canovas-del-Castillo : duché créé en 1897 pour Joaquina de Osma. Titre vacant depuis le décès en 2013 du 3e duc Gonzalo-Alfonso Fernandez, aussi duc d'Arion.
- Arevalo-del-Rey : duché créé en 1903 pour Arturo Pardo. Titre porté depuis 2006 par le 5e duc Juan-Pablo de Lojendio-Pardo, né en 1950.
- Algéciras : duché créé en 1906 sur la municipalité d'Algéciras, province de Cordoue, communauté d'Andalousie, pour Isabel Gutierrez de Castro. Titre vacant depuis le décès en 2013 du 3e duc Ricardo Lopez de Carrizosa.
- Torres (las) : duché créé en 1906 pour Gonzalo de Figueroa. Titre porté depuis 1976 par le 4e duc Jaime de Figueroa, né en 1942.
- Tovar : duché créé en 1906 pour Rodrigo de Figueroa. Titre porté depuis 1968 par le 4e duc Alfonso de Figueroa, né en 1936.
- Pinohermoso : duché créé en 1907 sur le lieu de Pinohermoso, municipalité d'Orihuela, province d'Alicante, communauté de Valence, pour Enriquetta-Maria Roca de Togores. Titre porté depuis 2010 par le 6e duc Alfonso de Barrera, né en 1951.
- Canalejas : duché créé en 1913 pour Maria-Purificacion Fernandez. Titre porté depuis 1997 par le 5e duc José-Manuel Canalejas-Clemente, né en 1983.
- Hernani : duché créé en 1914 pour le prince Manfredo de Bourbon. Titre porté depuis 1981 par la 2e duchesse, princesse Margarita de Bourbon, née en 1939, aussi duchesse de Soria.
- Parcent : duché créé en 1914 sur la municipalité de Parcent, province d'Alicante, communauté de Valence, pour Fernando-José de la Cerda. Titre porté depuis 1970 par le 3e duc Fernando Granzow de la Cerda.
- Talavera-de-la-Reina : duché créé en 1914 pour Maria-Luisa de Silva. Titre porté depuis 1990 par le 4e duc Alvaro de Silva, né en 1948.
- Miranda : duché d'origine napolitaine créé sur la commune de Miranda, province d'Isernia, région du Molise, en Italie puis recréé comme Duché espagnol en 1917 pour Luis-Maria de Silva. Titre porté depuis 2000 par le 3e duc José-Javier de Silva, né en 1946.
- Santa-Elena : duché créé en 1917 pour le prince Alberto de Bourbon. Titre porté depuis 1995 par le 4e duc, prince Alfonso-Gonzalo de Bourbon, né en 1961.
- Rubi : duché créé en 1920 sur le lieu de la Loma-del-Rubi, province de Pinar-del-Rio, à Cuba, pour Valeriano Weyler. Titre porté depuis 1986 par le 4e duc Valeriano Weyler, né en 1957.
- Dato : duché créé en 1921 pour Maria-Carmen Barrenechea. Titre vacant depuis le décès en 2013 du 5e duc Eduardo Espinosa de los Monteros.
- Nochera : duché de Nocera, d'origine Napolitaine, créé sur la commune de Nocera-dei-Pagani, aujourd'hui Nocera-Inferior, province de Salerne, région de Campanie, en Italie puis recréé comme Duché espagnol de Nochera en 1922 pour Alfonso Falco. Titre porté depuis 2005 par le 3e duc Filipo Balbo-Bertone di Sambuy, né en 1956.
- Villafranca-de-los-Caballeros : duché créé en 1924 sur la municipalité de Villafranca-de-los-Caballeros, province de Tolède, communauté de Castille-La Mancha, pour Maria-Pilar Muguiro. Titre éteint en 1926 avec la 1re duchesse.
- Montealegre : duché d'Angio de Montealegre, d'origine sicilienne, recréé comme Duché espagnol de Montealegre en 1927 pour Isidro Castillejo. Titre porté depuis 1995 par le 3e duc Isidro Castillejo, né en 1951.
- Monteleon-de-Castilblanco : duché créé en 1928 pour Maria-Rosario Pérez de Barradas. Titre éteint avec la 1re duchesse.
- Maura : duché créé en 1930 pour Gabriel Maura. Titre porté depuis 2003 par le 5e duc Ramiro Pérez-Maura, né en 1963.

### Duché créé parXavierIer(maison de Bourbon)
- Quintillo : duché créé en  pour Manuel Fal Conde, carliste. Titre porté par son successeur Domingo Fal Conde.
- Salinas de Rosio : duché reconnu en 1974 pour Enrique de Villamor. Titre porté par son fils Rodrigo de Villamor

### Duchés créés par Franco
- Calvo-Sotelo : duché créé en  à titre posthume pour José Calvo-Sotelo (mort en ). Titre porté depuis  par le 3e duc José Calvo-Sotelo, né en . Duché aboli en 2022.
- Mola : duché créé en  à titre posthume pour Emilio Mola (mort en ). Titre porté depuis  par le 3e duc Emilio Mola. Duché aboli en 2022.
- Primo-de-Rivera : duché créé en  à titre posthume pour José Antonio Primo de Rivera (mort en ). Titre porté depuis  par le 4e duc Fernando-Maria Primo de Rivera, né en 1962. Duché aboli en 2022.
- San-Miguel (2e du nom) : duché d'origine sicilienne, recréé comme Duché espagnol en 1956 pour Juan de Castillejo. Titre porté depuis 1975 par le 2e duc Juan-Bautista de Castillejo, né en 1964.
- Carrero-Blanco : duché créé en  à titre posthume pour Luis Carrero-Blanco (mort en ). Titre éteint en 2019 AVEC par le 2e duc Luis Carrero-Blanco, (1930-2019). Duché aboli en 2022.

### Duchés créés par Juan CarlosIer
- Franco : duché créé en  pour Maria del Carmen Franco (1927-2017). Titre porté depuis 2018 par Carmen Martínez-Bordiú. Duché aboli en 2022.
- Fernández-Miranda : duché créé en  pour Torcuato Fernández Miranda (1915-1980). Titre porté depuis  par Enrique Fernández-Miranda, né en .
- Suárez : duché créé en  pour Adolfo Suárez (1932-2016). Titre porté depuis 2014 par Alejandra Romero Suárez.
- Lugo : duché créé en  sur la municipalité de Lugo, métropole de la province de Lugo, communauté autonome de Galice, pour l'infante Elena, née en , actuelle 1re duchesse.
- Palma de Majorque : duché créé en  sur la municipalité de Palma, métropole de l'île de Majorque et de la communauté autonome des îles Baléares, pour l'infante Cristina, née en , qui en fut 1re duchesse jusqu'en juin 2015[7].

## Portugal
Les rois de Portugal créèrent 28 duchés.

### Duchés créés sous l'Ancien Régime
- Coimbra : duché créé en 1415 pour l'Infant Pedro de Portugal, passé au XVIe siècle dans la maison de Lancastre puis au XIXe siècle dans la maison de Saxe-Cobourg-Gotha. Titre éteint en 1889 avec le 4e duc, le prince Augusto de Saxe-Cobourg-Gotha-et-Portugal.
- Viseu : duché créé en 1415 pour l'Infant Henrique de Portugal. Titre éteint en 1577 avec la 7e duchesse Maria d'Aviz, princesse de Portugal.
- Bragance : duché créé en 1442 pour Alfonso, 8e comte de Barcelos. En 1640, quand le 8e duc Joao de Bragance devint le roi Jean IV, ce titre devint celui du prince héritier de Portugal. Titre porté aujourd'hui par le 26e duc, chef de la maison royale de Portugal, prince Duarte (Edouard) de Bragance, né en 1945.
- Beja : duché créé en 1453 pour l'infant Fernando de Portugal (1433-1470), passé dans la maison royale quand le 4e duc, l'infant Manuel de Portugal, devint le roi Manuel Ier. Ce titre sera porté, jusqu'au début du XIXe siècle, par le deuxième enfant du roi puis, par le troisième enfant. Titre éteint en 1908 avec le 14e duc, le prince Manuel de Saxe-Cobourg-Gotha-et-Portugal, quand il devint le roi Manuel II.
- Guimarães : duché créé en 1475 pour Fernando Ier, 2e duc de Bragance. Titre éteint en 1640 avec le 7e duc Joao de Bragance, quand il devint le roi Jean IV.
- Goa : duché créé en 1515 pour Afonso de Albuquerque. Titre éteint en 1515 avec le 1er duc.
- Guarda-e-Trancoso : duché créé en 1530 pour l'Infant Fernando de Portugal. Titre éteint en 1534 avec le 1er duc.
- Aveiro : duché créé en 1535 sur la paroisse d'Aveiro, métropole du district d'Aveiro, province du Haut-Alentejo, pour Joao de Lancastre, passé en 1715 dans la maison Ponce de León, puis en 1745 dans la maison de Mascarenhas da Silva. Titre éteint en 1759 avec le 8e duc José de Mascarenhas da Silva.
- Barcelos : duché créé en 1562 pour l´héritier du duc de Bragance, Joao de Bragance, passé en 1826 dans la maison de Saxe-Cobourg-Gotha. Titre éteint en 1908 avec le 14e duc, le prince héritier de Portugal Luis (Louis), mort assassiné.
- Vila-Real : duché créé en 1585 pour Manuel de Menezès. Titre éteint avec le 1er duc.
- Caminha : duché créé en 1619 sur la paroisse de Caminha, district de Viana-do-Castelo, province du Minho, pour Luis-Miguel de Menezès. Titre éteint au Portugal en 1641 avec le 2e duc Miguel-Luiz de Menezès. Duché devenu Espagnol (duché de Camiña) en 1641 et subsistant en Espagne.
- Torres-Novas : duché créé en 1619 pour l´héritier du duc d'Aveiro, Jorge de Lancastre. Titre éteint en 1665 avec le 2e duc Raimundo de Lancastre.
- Linhares : duché créé en 1640 pour Fernando de Noronha. Duché devenu espagnol (duché de Liñares)en 1667. Titre éteint au Portugal en 1733 avec le 3e duc Joao-Manuel de Lancastre.
- Cadaval : duché créé en 1648 pour Nuno Álvares-Pereira de Melo. Titre porté aujourd'hui par la 11e duchesse Diana Alvarez-Pereira de Melo, née en 1978.
- Lafões : duché créé en 1718 pour Pedro-Henrique de Bragance. Titre porté aujourd'hui par le 8e duc Alfonso-Caetano de Bragance, né en 1956.
- Abrantes : duché créé en 1753 pour la princesse Anne-Catherine de Lorraine, passé en 1761 dans la maison Álvares Pereira de Melo. Titre éteint en 1780 avec la 2e duchesse Maria-Margarida Alvares-Pereira de Melo.
- Tancos : duché créé en 1790 pour Constança Manuel. Titre éteint en 1791 avec la 1re duchesse.
- Miranda-do-Corvo : duché créé en 1796 pour l´héritier du duc de Lafões, José-Carlos de Bragance. Titre éteint en 1801 avec le 1er duc.
- Vittória : duché créé en 1813 pour le général Britannique Arthur Wellesley, 1er duc de Wellington. Titre porté aujourd'hui par le 8e duc Arthur-Valerian Wellesley, né en 1915, aussi duc de Wellington en Grande-Bretagne.

### Duchés créés sous le régime constitutionnel
- Terceira : duché créé en 1832 pour António-José de Souza-Manoel de Menezès. Titre éteint en 1860 avec le 1er duc.
- Faial : duché créé en 1833 pour Pedro de Souza-Holstein. Titre éteint en 1833 avec le 1er duc.
- Palmela : duché créé en 1833 pour Pedro de Souza-Holstein, en remplacement du Duché de Faial qui venait d'être abrogé. Titre porté aujourd'hui par le 7e duc Pedro-Domingos de Souza-Holstein de Medeiros, né en 1951.
- Porto : duché créé en 1833 pour l'ex reine Marie II de Portugal, puis portés par le deuxième enfant du roi. Titre éteint en 1920 avec le 4e duc, le prince Alfonso de Saxe-Cobourg-Gotha-et-Portugal.
- Ficalho : duché créé en 1836 pour Eugénia-Maurícia de Almeida. Titre éteint en 1859 avec la 1re duchesse.
- Saldanha : duché créé en 1846 pour João-Carlos Saldanha-Oliveira. Titre éteint en 1880 avec le 2e duc Joao-Carlos Saldanha-Oliveira.
- Loulé : duché créé en 1862 pour Nuno-José-Severo de Mendonça-Rolim de Moura- Barreto. Titre porté aujourd'hui par le 6e duc Pedro-José Folque de Mendoça, né en 1958.
- Ávila-e-Bolama : duché créé en 1878 pour António-José de Ávila. Titre éteint en 1881 avec le 1er duc.
- Albuquerque : duché créé en 1886 pour João-Alfonso da Costa de Souza. Titre éteint en 1890 avec le 1er duc.

## Brésil
Les empereurs du Brésil créèrent sept duchés, dont :
- Góias : duché créé en 1826 pour Isabel-Maria de Bragance. Titre éteint en 1898 avec la 1re duchesse.
- Ceará : duché créé en 1827 pour Maria-Isabel de Bragance. Titre éteint en 1828 avec la 1re duchesse.
- Santa-Cruz : duché créé en 1834 pour Auguste de Beauharnais. Titre éteint en 1835 avec le 1er duc.
- Carneiro Brandão : duché créé en 1822 (ou 1823) pour Henrique Carneiro Brandão. Titre encore en usage
- Caxias : duché créé en 1869 pour Luis Alves de Lima. Titre éteint en 1880 avec le 1er duc.

## Georgie et Iméréthie
Quatre duchés ont existé en Georgie et en Iméréthie, durant l'époque où ces pays étaient des royaumes, et ces quatre titres ducaux disparurent au cours du XVIIIe siècle, ou en même temps que la monarchie, en Georgie en 1801 et en Iméréthie en 1810.
- Ratcha : duché créé au XIe siècle pour la famille Kakhabéride. Titre éteint en 1273 avec le 7e duc. Duché rétabli au XVe siècle pour la famille Tchkhétide. Titre éteint en 1810 avec le 12e duc (depuis le rétablissement du titre au XVe siècle) Antoine Tchkhétide (mort en 1810).
- Ksani (dit aussi : Kvénipnévi-et-Largvisi) : duché créé au XIIIe siècle pour la famille Kvénipnévéli qui le détint jusqu'à ce que le 22e duc en soit déchu en 1777. Passé de 1777 à 1801, avec le titre ducal porté sous l’appellation de « triarque » par divers princes de la dynastie royale Bagratide, puis revenu en 1801 à la famille d'origine Kvénipnévéli. Titre éteint la même année avec le 24e duc Romain Kvénipnévéli (mort en 1814).
- Aragvi : duché créé en 1380 pour la famille Schabouride. Titre éteint en 1474 avec le 4e duc. Duché rétabli de 1578 à 1743 pour la famille Sidamonide puis à partir de 1747 pour divers princes de la dynastie royale Bagratide. Titre éteint en 1801 avec le 22e duc (depuis le rétablissement du titre en 1578), le prince Vakhtang de Georgie (1761-1814).
- Lori-Somkhéti (dit aussi : Somkhéti) : duché créé en 1478 pour la famille Avanide. Titre éteint en 1783 avec le 14e duc Qorkhmaz Avanide.

## Japon
Une nouvelle noblesse, à l'occidentale, fut créée au Japon durant l'ère Meiji (1867-1912), par l'empereur Mutsu-Hito. Bien que les Japonais ne fassent guère de distinction entre les titres de prince et de duc, qu'ils regroupaient dans la même classe nobiliaire à laquelle ils donnèrent le nom de "koshaku", on peut tout de même considérer qu'entre 1882 et 1929, 20 titres de ducs furent créés en faveur de ministres ou de hauts militaires, en dehors des membres, mêmes éloignés, issus de la dynastie impériale, et qui eux, reçurent un titre princier. 
Les titres ducaux comme princiers étaient héréditaires, et hors les titres princiers porté par les fils, frères et neveux de l'empereur Hiro-Hito, qui régna de 1926 à 1989, tous les autres titres du koshaku, comme des autres classes nobiliaires (marquis, comtes, vicomtes et barons) furent supprimés en 1947 par l'administration Américaine qui occupa le pays à l'issue de la 2e guerre mondiale. Toutefois, les actuels héritiers, ayants droit de ces titres, continuent d'être hautement considérés dans la société Japonaise d'aujourd'hui.
Les 20 titres de duc furent les suivants :
- Duc Tokugawa-Soke : créé en 1884 pour Iesato Tokugawa (1863-1940).
- Duc Ichijō : créé en 1884 pour Jitsuteru Ichijō (1866-1924).
- Duc Iwakura : créé en 1884 pour Tomosada Iwakura (1852-1910).
- Duc Konoe : créé en 1884 pour Atsumaro Konoe (1863-1904).
- Duc Kujō : créé en 1884 pour Michi-Takachi Kujō (1839-1906).
- Duc Mori : créé en 1884 pour Mototoku Mori (1839-1896).
- Duc Nijō : créé en 1884 pour Motohiro Nijō (1859-1928).
- Duc Sanjō : créé en 1884 pour le 1er ministre Sanetomi Sanjō (1837-1891).
- Duc Shimazu-Soke : créé en 1884 pour Tadayoshi Shimazu (1840-1897).
- Duc Shimazu-Yuli : créé en 1884 pour Hisamitsu Shimazu (1817-1887).
- Duc Takatsukasa : créé en 1890 pour Hiroshidori Takatsukasa (1855-1918).
- Duc Tokugawa : créé en 1902 pour le dernier shogun du Japon Yoshinobu Tokugawa (1837-1913).
- Duc Itō : créé en 1907 pour le 1er ministre Hirobumi Itō (1841-1909).
- Duc Ōyama : créé en 1907 pour le maréchal Iwao Ōyama (1843-1916).
- Duc Yamagata : créé en 1907 pour le maréchal Aritomo Yamagata (1838-1922).
- Duc Katsura : créé en 1911 pour le 1er ministre Tarō Katsura (1848-1913).
- Duc Tokudaiji : créé en 1911 pour Sanenori Tokudaiji (1840-1919).
- Duc Saionji : créé en 1920 pour le 1er ministre Kinmochi Saionji (1849-1940).
- Duc Matsukata : créé en 1922 pour le 1er ministre Masayoshi Matsukata (1835-1924).
- Duc Tokugawa-Mito : créé en 1929 pour Kuniyushi Tokugawa (1886-1969). Ce titre ducal fut le dernier créé et il n'y en eu plus ensuite.

## Autres titres
Les autres titres comprenant le terme duc ne sont portés que par des membres de familles régnantes : 
- grand-duc, porté par exemple par les membres de la famille impériale de Russie et par le souverain du grand-duché de Luxembourg
- archiduc, porté par les membres de la famille impériale d'Autriche

## Source partielle
Marie-Nicolas Bouillet  et Alexis Chassang (dir.), « Duc » dans Dictionnaire universel d’histoire et de géographie, 1878 (lire sur Wikisource)